# Spedizione Donner

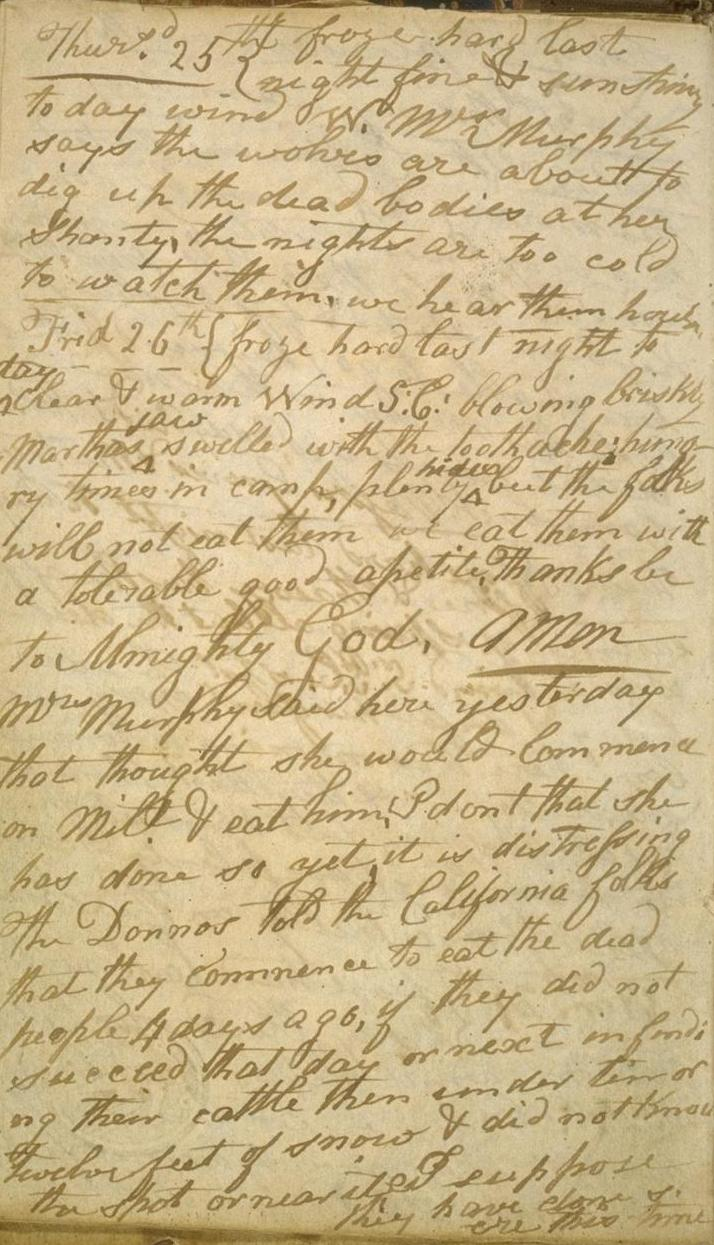
La 28ª pagina del diario di Patrick Breen, dove sono registrate le sue osservazioni relative alla fine di febbraio 1847, tra cui «La signora Murphy ieri ha detto che pensava di iniziare con Milt e mangiarlo. Non so se l'abbia già fatto, è angosciante.»

La spedizione Donner (talvolta chiamata spedizione Donner-Reed) era composta da un gruppo di pionieri statunitensi che nel corso della presidenza di James Knox Polk partì per la California, riunito in una colonna di carri (mule train). Costretti al ritardo da una serie di disavventure, i membri della spedizione dovettero trascorrere l'inverno tra il 1846 e il 1847 accampati sulla Sierra Nevada. Alcuni emigranti ricorsero al cannibalismo per sopravvivere, nutrendosi dei morti per fame o malattie.
Il viaggio verso l'Ovest in genere richiedeva dai quattro ai sei mesi, ma la spedizione Donner scelse una nuova via, chiamata Hastings Cutoff, che attraversava i Monti Wasatch e il deserto del Gran Lago Salato. Il terreno accidentato e le difficoltà incontrate nel percorso, che costeggiava il fiume Humboldt, provocarono la perdita di molti capi di bestiame e carri, e divisero il gruppo.
All'inizio di novembre del 1846 la spedizione raggiunse la Sierra Nevada, dove fu bloccata da una massiccia nevicata precoce nei pressi del lago Truckee (oggi lago Donner). Le scorte di cibo finirono, e a metà dicembre un gruppo decise di partire a piedi per cercare aiuto. Soccorritori partirono da Sacramento, tentando di raggiungere gli emigranti, ma non arrivarono prima della metà di febbraio del 1847, quasi quattro mesi dopo che la carovana era rimasta bloccata. Solo 48 degli 87 componenti della spedizione arrivarono vivi a Sacramento.
Gli storici hanno descritto l'episodio come una delle più terribili tragedie della storia della California e in generale della colonizzazione dell'Ovest.

## Premesse
Nel decennio 1840-1850 negli Stati Uniti si verificò un considerevole aumento dei pionieri, persone che decidevano di lasciare le loro case all'Est per stabilirsi in Oregon e in California. Alcuni, come Patrick Breen, vedevano la California come un luogo dove sarebbero stati liberi di vivere in un ambiente culturale completamente cattolico, mentre altri erano spinti dal concetto del destino manifesto, una filosofia che affermava come la terra tra gli oceani Atlantico e Pacifico appartenesse agli americani e che avrebbero dovuto stabilirvisi. La maggior parte delle carovane di carri seguiva la Pista dell'Oregon che partiva da Independence in Missouri fino a raggiungere il Continental Divide, viaggiando a circa 15 km al giorno per un viaggio che di solito richiedeva dai quattro ai sei mesi. La pista in generale seguiva il corso dei fiumi fino al South Pass, un passo di montagna in Wyoming relativamente agevole per i carri. Da lì le carovane potevano scegliere varie rotte per giungere a destinazione.

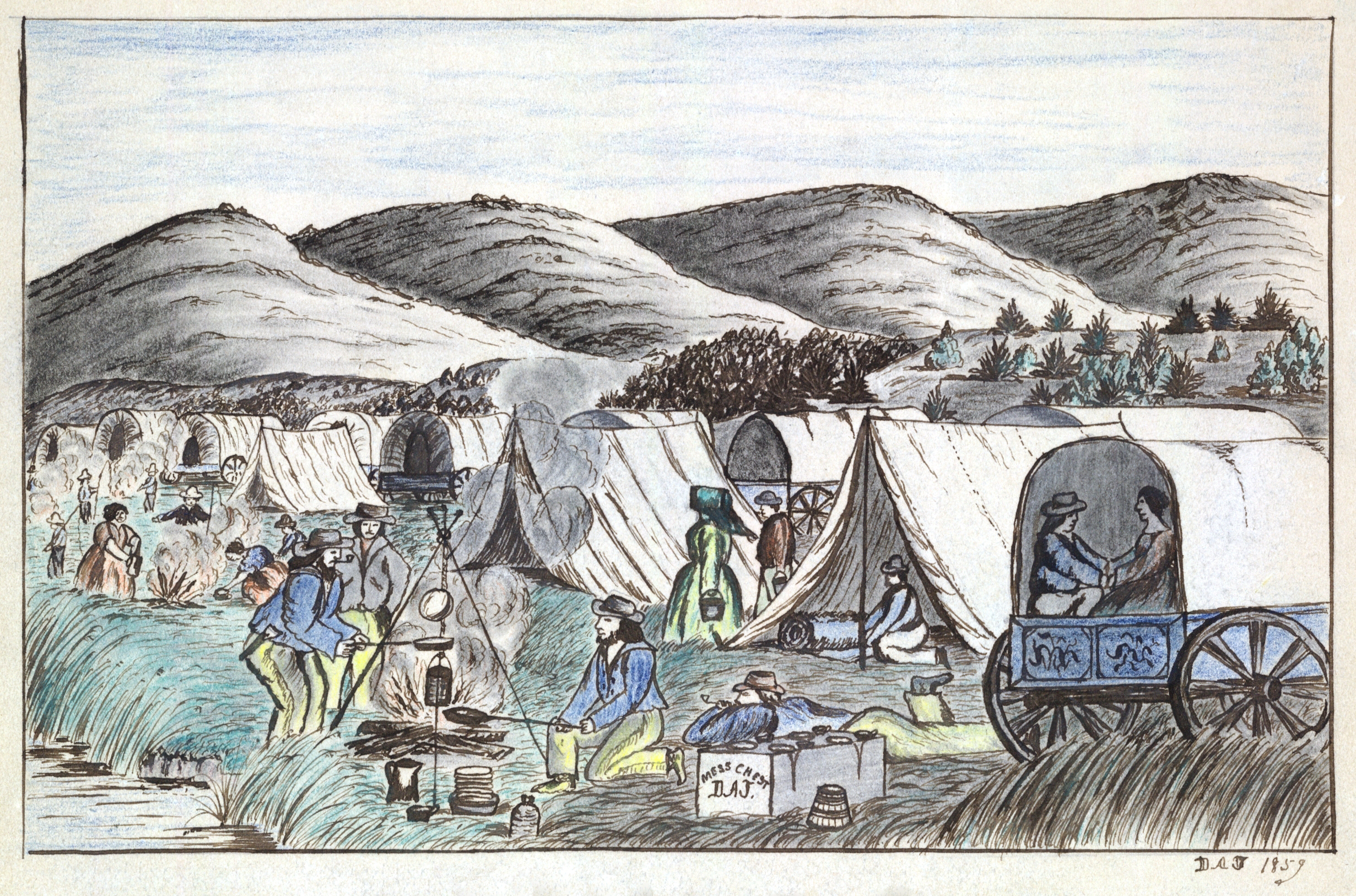
Un accampamento di emigranti composto di tende e carri coperti sul fiume Humboldt in Nevada, 1859

Uno dei primi emigranti, Lansford W. Hastings, era andato in California nel 1842 e l'aveva vista come la terra promessa e non ancora colonizzata. Per attirare coloni, pubblicò una guida per pionieri intitolata The Emigrants' Guide to Oregon and California ("La guida degli emigranti verso l'Oregon e la California"). Nella guida descrisse una via diretta che passava attraverso il Gran Bacino e che avrebbe condotto gli emigranti attraverso i Monti Wasatch e il deserto del Gran Lago Salato. Hastings però non percorse realmente alcun tratto della "scorciatoia" che proponeva fino al 1846, quando fece un viaggio dalla California fino a Fort Bridger; il forte, una minuscola stazione di rifornimento gestita da Jim Bridger e dal socio Pierre Louis Vasquez, si trovava sul fiume Blacks Fork in Wyoming. Hastings si fermò al forte per convincere i viaggiatori a dirigersi verso sud, prendendo la pista che proponeva. Fino al 1846 Hastings era uno dei soli due uomini ad aver sicuramente attraversato la parte meridionale del deserto del Gran Lago Salato, e nessuno l'aveva fatto con i carri.
La parte più difficile del viaggio verso la California era costituita dalle ultime 100 miglia (160 km) attraverso la Sierra Nevada. Quella zona di montagna comprende 500 singole cime che superano i 12 000 piedi (3 700 m), e il lato orientale della Sierra stessa è estremamente ripido. L'altezza delle montagne e la vicinanza dell'oceano Pacifico rendono inoltre la zona la più nevosa del Nord America. Il tempismo era quindi fondamentale per essere certi - dopo aver lasciato il Missouri per attraversare gli ampi spazi selvaggi fino all'Oregon e alla California - che i carri non si impantanassero nel fango delle piogge primaverili o fossero sorpresi dalle massicce nevicate montane che arrivavano da settembre in poi, e che cavalli e buoi trovassero erba a sufficienza.

## Le famiglie e la prima parte del viaggio
Nella primavera del 1846 quasi 500 carri partirono da Independence diretti all'Ovest. Il 12 maggio, in coda alla carovana, c'era un gruppo di nove carri che trasportava i 32 membri delle famiglie Reed e Donner con i loro dipendenti. George Donner era originario della Carolina del Nord, ma si era spostato prima in Kentucky poi in Indiana e quindi in Texas. All'inizio del 1846 era un agricoltore di 62 anni e viveva a Springfield, in Illinois. Donner portava con sé la moglie quarantaquattrenne, Tamsen, e le cinque figlie, dai tre ai tredici anni. Al gruppo si era aggregato anche il fratello maggiore di Donner, Jacob, insieme alla moglie, a due giovani figliastri e a cinque bambini, il maggiore dei quali aveva nove anni.

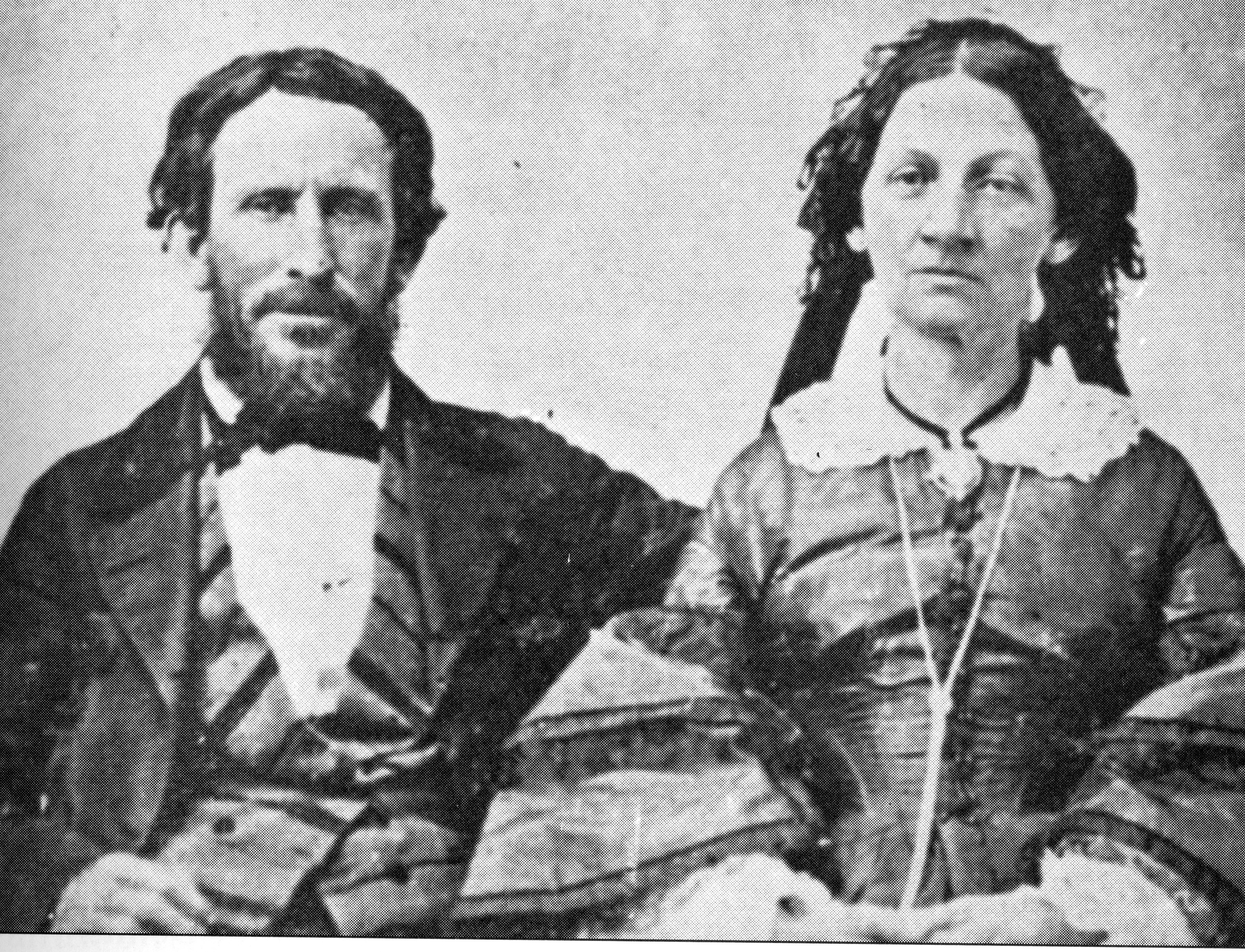
James e Margret Reed

James F. Reed era un immigrato irlandese benestante, stabilitosi in Illinois nel 1831. Con lui viaggiavano sua moglie Margret, le figlie Patty e Virginia, i figli James e Thomas e la suocera Sarah Keynes, che soffriva di tubercolosi a uno stadio avanzato e che morì il 28 maggio; fu sepolta a lato della pista. I Reed speravano che il clima dell'Ovest avrebbe giovato a Margret, anch'ella da tempo di salute malferma.
Reed aveva fatto costruire un carro personalizzato per la sua famiglia, riccamente accessoriato e insolitamente grande, che in seguito Virginia descrisse come "un palazzo per pionieri su ruote", paragonandolo alle carrozze di lusso delle ferrovie. Equipaggiato con sedili a molla e una stufa, aveva bisogno di otto buoi per essere trainato. La famiglia era accompagnata da numerosi giovani ingaggiati per condurre i buoi e da una cameriera.
Nella prima settimana dopo aver lasciato Independence, i Reed e i Donner si unirono a un gruppo di 50 carri guidato da William H. Russell. Prima del 16 giugno il gruppo aveva percorso 450 miglia (724,20 km) e aveva di fronte ancora 200 miglia (321,87 km) prima di arrivare a Fort Laramie in Wyoming. Avevano già accumulato un certo ritardo provocato dalla pioggia e da un fiume in piena, ma Tamsen Donner scrisse a un'amica a Springfield: «In verità, anche se in effetti non ho mai fatto un'esperienza peggiore di questa, ti dirò che finora il problema più grosso è stato decidersi a partire.»
Lungo la strada si aggiunsero alla carovana diverse altre famiglie. Una vedova, Levinah Murphy, era a capo di una famiglia di tredici persone, tra cui i cinque figli adolescenti e due figlie sposate, entrambe con la propria famiglia. La famiglia Eddy era guidata da un giovane accompagnato dalla moglie e dal figlioletto. Patrick Breen portava con sé la moglie Peggy e sette bambini, sei maschi e una piccola. Con i Breen si accampavano uno scapolo quarantenne di nome Patrick Dolan e un mandriano chiamato Antonio. Lewis Keseberg, un immigrato tedesco, si unì al gruppo con la moglie e la figlia; un altro figlio sarebbe nato durante il viaggio. Due uomini soli, Spitzer e Reinhardt, viaggiavano con un'altra coppia tedesca, i Wolfingers, che avevano anche ingaggiato un cocchiere, "Dutch Charley" Burger. Con loro cavalcava un uomo anziano, un belga di nome Hardkoop. Luke Halloran, un giovane affetto da una tubercolosi che s'aggravava di giorno in giorno, si aggregava ora a una famiglia ora a un'altra, dal momento che nessuno aveva tempo o risorse per prendersene cura.
Per pubblicizzare la sua nuova pista Hastings mandò alcuni cavalieri a consegnare lettere agli emigranti in viaggio. Il 12 luglio i Reed e i Donner ne ricevettero una. Hastings avvertiva gli emigranti che in California avrebbero potuto aspettarsi l'ostilità delle autorità messicane e li avvisava quindi di organizzarsi in grossi gruppi. Sosteneva anche di aver «elaborato una via per la California nuova e migliore» e diceva che avrebbe atteso a Fort Bridger per guidare gli emigranti sulla nuova scorciatoia.

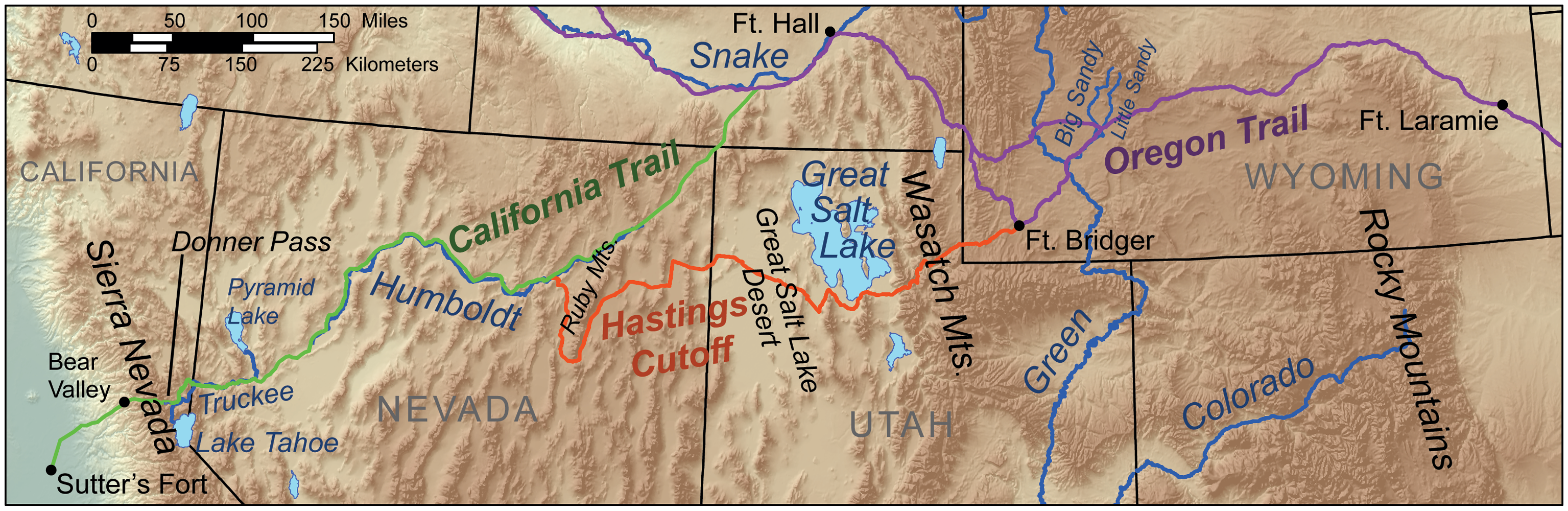
Mappa del percorso fatto dalla Spedizione Donner: il tratto arancione mostra la scorciatoia Hastings che invece allungò il viaggio di 150 miglia (240 km)

Arrivati al fiume Little Sandy, il grosso della carovana decise di continuare a seguire il percorso previsto, che passava per Fort Hall. Il gruppo più piccolo, che aveva deciso invece di dirigersi verso Fort Bridger, aveva a questo punto bisogno di un capo. La maggior parte degli uomini nel gruppo era composta da giovani immigrati europei e pertanto non considerati guide adatte. James Reed, che aveva vissuto negli Stati Uniti per un buon periodo di tempo, era il più anziano e aveva avuto esperienze nell'esercito, ma il suo atteggiamento dispotico gli aveva alienato la simpatia di buona parte del gruppo, che lo giudicava un arrogante e pomposo aristocratico. Fu così che Donner, uomo maturo, dotato di esperienza, statunitense, tranquillo e benevolo, diventò la prima scelta del gruppo per il ruolo di capo.
Un giornalista, Edwin Bryant, raggiunse Blacks Fork una settimana prima della spedizione Donner. Vide la prima parte del percorso, e si preoccupò rendendosi conto che per i carri sarebbe stato difficile affrontarlo, soprattutto con così tante donne e bambini. Tornò a Blacks Fork per lasciare lettere con cui metteva in guardia i diversi membri del gruppo, esortandoli a non prendere la scorciatoia. Quando la spedizione Donner raggiunse Blacks Fork, il 27 luglio, Hastings era già partito alla testa di quaranta carri del gruppo Harlan-Young. Jim Bridger, la cui stazione commerciale avrebbe tratto un notevole vantaggio se gli emigranti avessero iniziato a usare la scorciatoia Hastings, disse ai membri della spedizione che la scorciatoia era un viaggio agevole, privo di tratti accidentati e di indiani ostili, e che avrebbe accorciato il viaggio di 350 miglia (563,27 km). Sarebbe stato facile trovare acqua lungo la strada, anche se ci sarebbero voluti un paio di giorni per attraversare il letto del lago in secca, lungo 30 o 40 miglia. Reed rimase molto colpito da queste informazioni e fece pressione per prendere la scorciatoia Hastings. Nessuno del gruppo ricevette le lettere di Bryant, che avvertivano di evitare la pista di Hastings a qualsiasi costo. Nel suo diario Bryant sostiene che Bridger nascose le lettere deliberatamente, convinzione che sarebbe stata condivisa da Reed in una successiva testimonianza.

## La pista di Hastings

### I Monti Wasatch

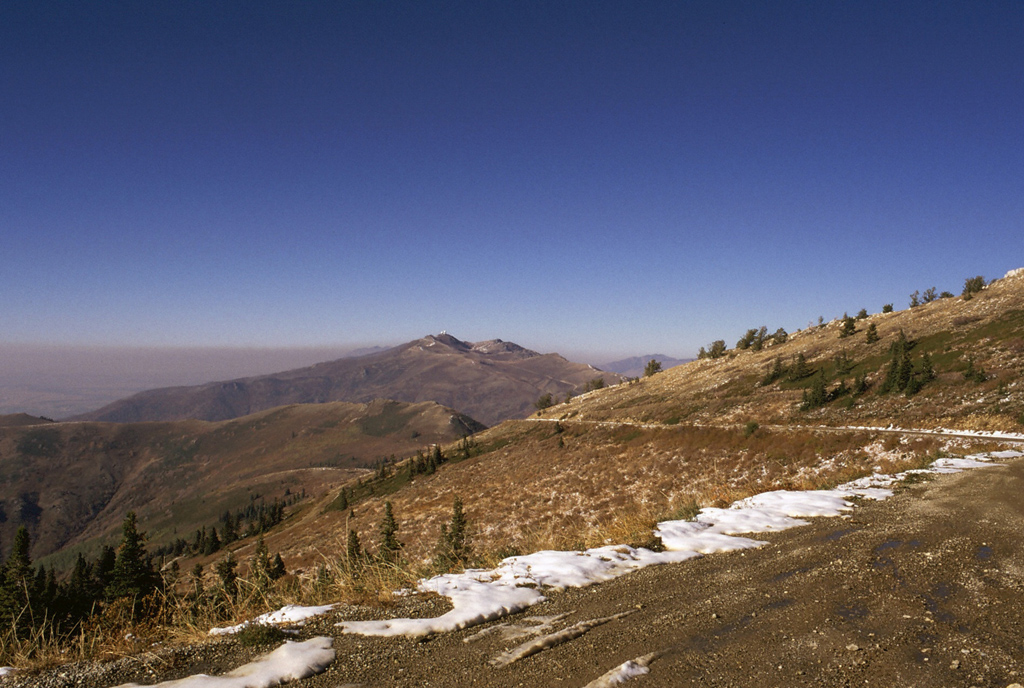
I Monti Wasatch nello Utah

I membri della spedizione erano piuttosto benestanti per gli standard dell'epoca. Anche se si potevano definire pionieri, pochi di loro possedevano le abilità necessarie e l'esperienza per viaggiare attraverso montagne e zone aride, e sapevano ben poco anche di come comportarsi coi nativi americani. Secondo il suo compagno di viaggio J. Quinn Thornton, Tamsen Donner era «depressa, triste e scoraggiata» al pensiero di lasciare la via principale e seguire il consiglio di Hastings, che considerava un «avventuriero egoista». Ciononostante, il 31 luglio 1846 la spedizione lasciò Blacks Fork dopo quattro giorni di riposo dedicati alla riparazione dei carri, undici giorni dopo la partenza del gruppo Harlan-Young. Donner ingaggiò un nuovo cocchiere e alla compagnia si aggregarono la famiglia McCutchen, una giovane coppia con una bambina, Harriet, e un sedicenne del Nuovo Messico di nome Jean Baptiste Trudeau, che sosteneva di conoscere gli indiani e il territorio sulla via per la California.
La spedizione si diresse a sud per seguire la "scorciatoia di Hastings". Dopo pochi giorni si accorsero che il terreno era molto più difficile di quanto fosse stato loro descritto e i cocchieri furono costretti a bloccare le ruote per impedire che i carri scivolassero giù dalle forti pendenze. Sull'Oregon Trail molti anni di passaggio da parte degli emigranti avevano creato un sentiero facile ed evidente, mentre sulla scorciatoia il sentiero era molto più difficile da trovare. Hastings lasciava scritte per indicare la direzione e lettere appese agli alberi. Il 6 agosto la spedizione trovò una lettera di Hastings, che consigliava di fermarsi finché non fosse tornato a mostrare un percorso alternativo a quello preso dalla spedizione Harlan-Young. Reed, Charles Stanton e William Pike andarono avanti a cavallo per raggiungere Hastings. Incontrarono canyon estremamente difficili, dove per passare era necessario spostare massi, un percorso che con ogni probabilità avrebbe distrutto i carri. Hastings, anche se nella sua lettera si era offerto di guidare la spedizione Donner attorno alle zone più difficili, tornò indietro a cavallo solo per un tratto, limitandosi a indicare la direzione di massima da seguire.
Stanton e Pike si fermarono per riposare, mentre Reed ritornò dal gruppo da solo, arrivando quattro giorni dopo che il gruppo stesso era ripartito. Senza la guida che era stata loro promessa, il gruppo doveva decidere se tornare indietro e riprendere il percorso tradizionale, seguire le tracce della spedizione Harlan-Young attraverso il difficile Canyon Weber, oppure creare da soli un proprio sentiero nella direzione consigliata da Hastings. Spinto da Reed, il gruppo scelse il percorso di Hastings. L'avanzata rallentò fino a un miglio e mezzo (2,4 km) al giorno, e tutti gli uomini abili furono costretti a pulire il percorso, abbattendo alberi e spostando massi per creare spazio per i carri.
Mentre la spedizione Donner si faceva strada attraverso i Monti Wasatch, essa fu raggiunta dalla famiglia Graves, partita per rintracciarli. I Graves erano una coppia anziana con nove figli, cui si aggiungevano un genero e un cocchiere di nome John Snyder, e viaggiavano su tre carri. Il loro arrivo portò la spedizione a 87 persone, su 60-80 carri. La famiglia Graves aveva fatto parte dell'ultimo gruppo che aveva lasciato il Missouri, il che conferma come la spedizione Donner rappresentasse la retrovia dell'emigrazione verso ovest di quell'anno.
Quando raggiunsero un punto sulle montagne da cui guardar giù e vedere il Gran Lago Salato era ormai il 20 agosto. Furono necessarie altre due settimane per uscire dai Monti Wasatch. Gli uomini cominciarono a litigare e furono espressi dubbi sul buonsenso di coloro che avevano deciso di seguire quella via, in particolare su James Reed. Le famiglie meno ricche iniziavano a finire cibo e vettovaglie. Stanton e Pike, che avevano lasciato il gruppo con Reed, si erano persi sulla via del ritorno; quando la spedizione li ritrovò avevano appena deciso che il giorno successivo si sarebbero mangiati i cavalli.

### Il deserto del Gran Lago Salato

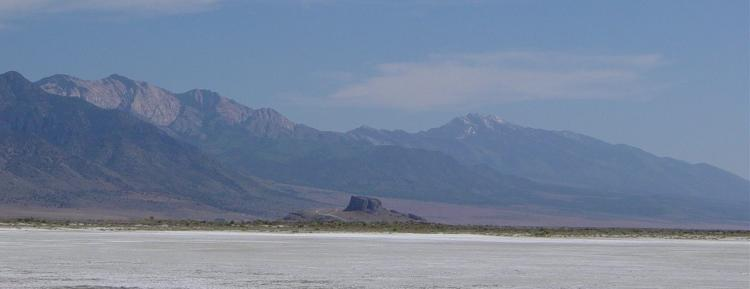
Il deserto del Gran Lago Salato

Luke Halloran morì di tubercolosi il 25 agosto. Pochi giorni dopo la spedizione trovò una lettera a brandelli di Hastings: ricomponendo i pezzi, lessero che li attendeva un difficile viaggio di due giorni e due notti senza possibilità di trovare acqua o erba. La spedizione fece quindi riposare i buoi e si preparò per il viaggio. Dopo 36 ore salirono su un monte alto 300 metri che si trovava lungo il percorso e dalla cima videro di fronte una pianura arida e brulla, perfettamente piatta e ricoperta di sale bianco, più grande di quella che avevano appena attraversato; secondo Rarick era «uno dei luoghi più inospitali della terra» I buoi erano affaticati e le scorte d'acqua stavano per finire.
Il 30 agosto, priva di alternative, la spedizione avanzò. Nella calura del giorno l'umidità che si trovava sotto la crosta di sale trasformava il terreno in un impasto gommoso; le ruote dei carri vi affondavano in alcuni casi fino ai mozzi. Le giornate erano terribilmente calde e le notti molto rigide; diversi membri del gruppo ebbero miraggi in cui vedevano laghi e carovane e credettero di aver raggiunto Hastings. Dopo tre giorni l'acqua era finita e alcuni staccarono i buoi dai carri per andare avanti a cercarne dell'altra. Alcune bestie erano così indebolite che furono lasciate aggiogate ai carri e abbandonate. Nove dei dieci buoi dei Reed, impazziti per la sete, si liberarono fuggendo nel deserto; andarono perduti anche molti altri capi di bestiame e cavalli.
La durezza del viaggio aveva provocato danni irreparabili ad alcuni dei carri, ma fino ad allora non c'era stata alcuna vittima; invece dell'atteso tragitto di circa 40 miglia da percorrere in due giorni, le 80 miglia del deserto del Gran Lago Salato ne richiesero sei.
Nessuno, quando si riposarono presso le sorgenti trovate all'altro lato del deserto, nutriva più alcuna fiducia nella scorciatoia di Hastings; impiegarono parecchi giorni, tentando di riprendere il bestiame, di ritrovare i carri lasciati nel deserto e di trasferire il cibo e le cose rimaste su altri carri. Anche se la sua famiglia aveva subito le perdite più pesanti, Reed prese nuovamente l'iniziativa e chiese a tutte le famiglie di far l'inventario dei beni e del cibo di cui disponevano; suggerì che due uomini andassero a Sutter's Fort in California, poiché aveva sentito che John Sutter era molto generoso verso i pionieri e che avrebbe potuto aiutarli con provviste: Charles Stanton e William McCutchen si offrirono volontari per il pericoloso viaggio. I carri rimasti ancora utilizzabili furono trainati da tiri misti di mucche, buoi e muli. Era metà settembre e i due che erano andati in cerca dei buoi fuggiti riferirono che davanti a loro avevano ancora un altro tratto di deserto di circa 40 miglia.

### L'allontanamento di Reed
Anche con il bestiame esausto, la spedizione Donner attraversò il successivo tratto di deserto con relativa facilità e il viaggio sembrò diventare più agevole, soprattutto lungo la valle che costeggiava i Monti Ruby. Nonostante l'odio che provavano verso Hastings, i pionieri non avevano altra scelta se non seguirne le tracce, che risalivano ormai a settimane prima; il 26 settembre, due mesi dopo aver imboccato la scorciatoia, la spedizione si reinnestò sul percorso tradizionale, seguendo un corso d'acqua noto come fiume Humboldt. La supposta scorciatoia li aveva in realtà fatti ritardare di circa un mese.
Lungo l'Humboldt il gruppo incontrò indiani Paiute, che si unirono a loro per un paio di giorni, ma che alla fine rubarono diversi buoi e cavalli. Era ormai ottobre inoltrato e le famiglie guidate da Donner si allontanarono dal gruppo per guadagnare tempo. Due carri tra quelli rimasti finirono per incastrarsi l'un l'altro e John Snyder colpì rabbiosamente il bue del pilota di Reed, Milt Elliot. Quando Reed intervenne Snyder rivolse la frusta anche contro di lui; Reed reagì colpendo mortalmente Snyder con una coltellata sotto la clavicola.
Quella sera i testimoni del fatto si riunirono per decidere cosa si sarebbe dovuto fare; le leggi degli Stati Uniti non erano applicabili oltre il Continental Divide (allora in territorio messicano) e le carovane spesso facevano giustizia sommariamente. Tuttavia George Donner, il capo della spedizione, si trovava un giorno di viaggio avanti al gruppo principale con la sua famiglia. Snyder era stato visto colpire Reed e alcuni sostennero che avesse colpito anche la moglie di questi Margret, ma Snyder era benvoluto, e Reed no. Keseberg propose che Reed fosse impiccato, ma alla fine raggiunsero un compromesso: permisero a Reed di abbandonare l'accampamento senza la famiglia, della quale si sarebbero presi cura gli altri. Reed partì la mattina seguente, disarmato, ma un membro del gruppo, mosso a compassione, riuscì ad allontanarsi momentaneamente e lo fornì, in segreto, di un fucile e di cibo.

## L'ultima avanzata

### La disgregazione del gruppo

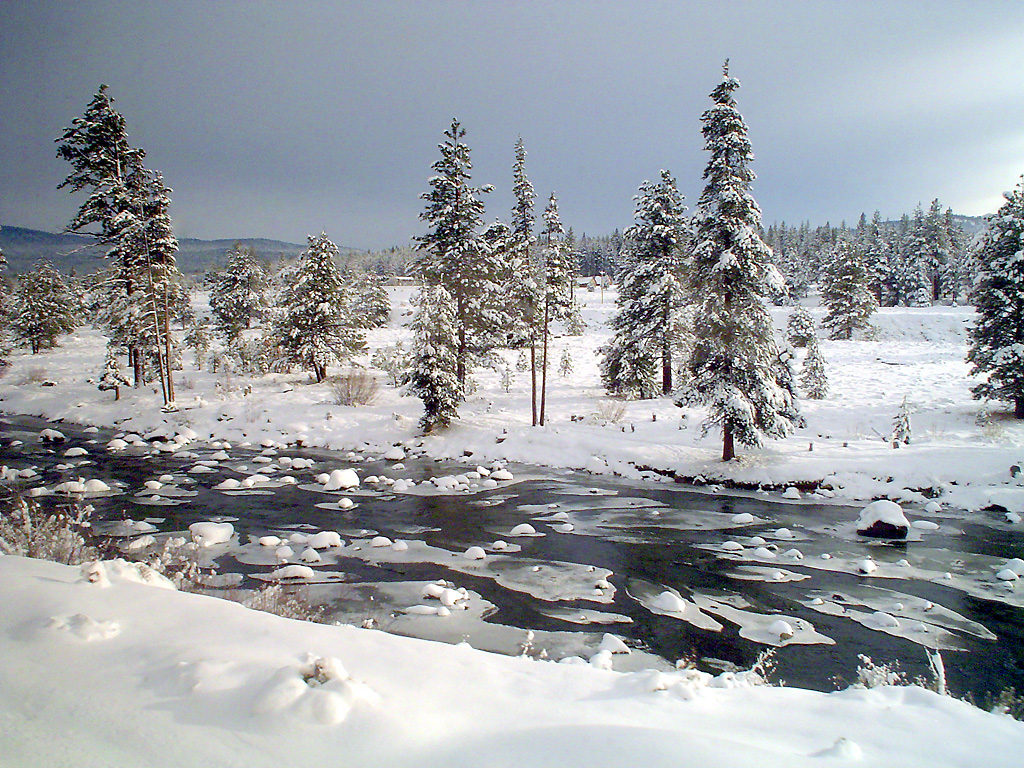
Il fiume Truckee nel periodo invernale

Le dure prove che la Spedizione Donner aveva dovuto affrontare per un periodo di tempo così lungo finirono per trasformarla in un insieme di gruppi divisi tra loro, ciascuno dei quali pensava solo a sé stesso e diffidava degli altri. L'erba iniziava a scarseggiare e gli animali si indebolivano rapidamente: per alleggerirne il carico tutti dovettero scendere dai carri e andare a piedi. Keseberg buttò Hardkoop fuori dal suo carro, dicendo all'anziano che o camminava o moriva; pochi giorni dopo Hardkoop si sedette lungo un corso d'acqua, con i piedi gonfi fino a spaccarsi, e nessuno lo rivide mai più. William Eddy supplicò gli altri di aiutare a cercarlo ma tutti rifiutarono, dicendo che non avrebbero sprecato energie e risorse per un uomo di quasi settant'anni.
Reed intanto aveva raggiunto i Donner e andò avanti insieme a uno dei suoi conducenti di carri, Walter Herron; i due, anche se dovevano condividere un solo cavallo, riuscirono a percorrere 25-40 miglia (40–64 km) al giorno. Anche il resto della spedizione raggiunse poi i Donner, ma le loro sventure continuarono: gli indiani portarono via tutti i cavalli dei Graves e si dovette abbandonare un altro carro. Dato che l'erba era scarsa, il bestiame si disperdeva sempre di più per cercarla, fatto che una sera permise ai Paiute di rubare altri 18 capi e, alcune mattine dopo, altri 21. A quel punto la compagnia aveva perso quasi 100 tra buoi e capi di bestiame e le razioni alimentari erano quasi completamente esaurite; davanti c'era ancora un altro tratto di deserto. I buoi degli Eddy furono uccisi dai nativi, così essi furono costretti ad abbandonare il loro carro. La famiglia aveva consumato tutte le provviste, ma le altre famiglie rifiutarono di aiutare almeno i bambini; gli Eddy furono costretti a camminare, portando i bambini, distrutti dalla sete. Anche Margret Reed e i suoi bambini si trovavano ora senza un carro. Tuttavia il tratto di deserto finì abbastanza presto e la spedizione arrivò al fiume Truckee, in una confortevole zona dalla vegetazione lussureggiante.
Il tempo a disposizione per riposare era poco e il gruppo si affrettò ad attraversare le montagne prima che venisse la neve. Stanton, uno dei due uomini che il mese prima erano partiti per andare a cercare aiuto in California, ritornò alla spedizione portando con sé muli, cibo e due indiani Cosumne, Luis e Salvador. Riferì anche la notizia che Reed e Herron, anche se molto provati e affamati, erano riusciti a raggiungere Sutter's Fort, in California. A quel punto, secondo Rarick, «agli sconvolti e mezzo morti di fame membri della Spedizione Donner dovette sembrare che il peggio fosse passato. Avevano già sopportato più di quanto la maggior parte degli emigranti avesse mai fatto.»

### Isolati dalla neve

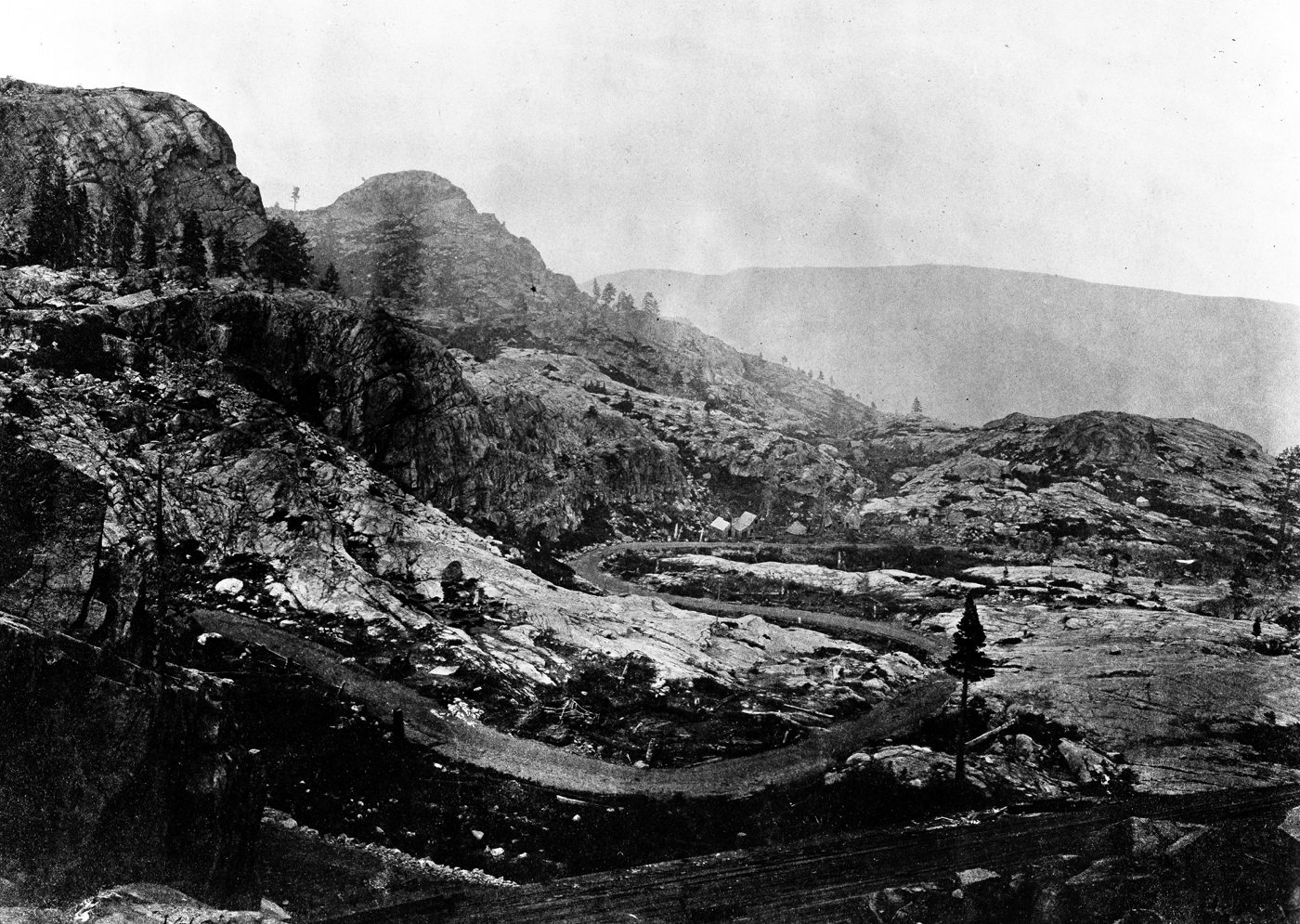
Il Passo Frémont, 2 160 metri, fu ostruito dalla neve nei primi giorni di novembre del 1846. Oggi viene chiamato Passo Donner. L'immagine risale al decennio 1870-80.

Avendo di fronte a loro un'ultima fatica, attraverso monti descritti come peggiori dei Wasatch, l'ormai raccogliticcia compagnia doveva decidere se andare avanti o far riposare il bestiame rimasto. In quei giorni William Pike rimase ucciso da un colpo di pistola partito accidentalmente a William Foster che la stava caricando, un fatto che probabilmente finì per decidere per loro; famiglia dopo famiglia ripresero il viaggio, prima i Breen, quindi i Keseberg, Stanton con i Reed, i Graves e i Murphy. I Donner si fermarono ancora un po' e ripartirono per ultimi. Dopo alcune miglia di terreno accidentato, su uno dei carri dei Donner si ruppe l'asse di una ruota. Jacob e George andarono nel bosco per costruire un rimpiazzo; George Donner si fece un taglio a una mano mentre lavorava il legno, ma sembrò trattarsi di una ferita superficiale.
Iniziò a cadere la neve. I Breen superarono il ripido pendio di 305 m fino al lago Truckee, a 4,8 km dal valico, e si accamparono vicino a una capanna che era stata costruita due anni prima da un altro gruppo di pionieri. Gli Eddy e i Keseberg si unirono ai Breen, tentando di valicare il passo, ma trovarono cumuli di neve alti fino a 3 metri e non riuscirono a individuare il sentiero. Tornarono indietro al lago Truckee, dove tutte le famiglie si accamparono, tranne i Donner, che si fermarono 8 km più in basso, a mezza giornata di viaggio. La sera del 4 novembre iniziò di nuovo a nevicare.

## L'accampamento invernale

### Reed tenta di portare soccorso

Mappa della zona del lago Truckee e del torrente Alder, dove la spedizione si accampò per l'inverno

James Reed si era messo in salvo e si era rifugiato a Sutter's Fort, ma ogni giorno che passava si preoccupava sempre più per la sorte della sua famiglia e dei suoi amici. Pregò il colonnello John C. Frémont di radunare una squadra di uomini per valicare il passo e aiutare la spedizione; in cambio Reed promise che si sarebbe unito alle forze di Frémont e avrebbe combattuto nella guerra messico-statunitense. Con Reed andarono McCutchen, che non era stato in grado di tornare con Stanton, e alcuni membri della spedizione Harlan-Young; la loro carovana era arrivata a Sutter's Fort l'8 ottobre ed era stata l'ultima a superare la Sierra Nevada per quella stagione. La spedizione, composta da circa 30 cavalli e da una dozzina di uomini, portava rifornimenti alimentari, e pensava di incontrare la spedizione Donner sul lato occidentale delle montagne, vicino a Bear Valley. Quando arrivarono sul posto trovarono solo una coppia di pionieri, emigranti che si erano separati dal loro gruppo ed erano mezzi morti di fame.
Due guide abbandonarono Reed e McCutchen, portando via alcuni cavalli, ma la spedizione proseguì fino al corso dello Yuba, percorrendo l'ultimo miglio a piedi. È possibile che lo stesso giorno in cui i Breen provarono a compiere l'ultimo tentativo di valicare il passo, Reed e McCutchen li stessero cercando dall'altro lato, soltanto a 12 miglia (19,31 km) dal valico, bloccati a loro volta dalla neve. Scoraggiati, questi ultimi decisero di tornare a Sutter's Fort.
Intanto sul lago Truckee, 60 membri e compagni delle famiglie Breen, Graves, Reed, Murphy, Keseberg ed Eddy si preparavano per l'inverno. Come case si servirono di tre capanne di assi di pino piuttosto distanti l'una dall'altra, con il pavimento in terra battuta e tetti piatti e rozzamente realizzati, dai quali gocciolava acqua all'interno quando pioveva. I Breen occuparono una capanna, gli Eddy e i Murphy la seconda e i Reed e i Graves la terza. Keseberg costruì per la sua famiglia una baracca adiacente alla capanna dei Breen. Le famiglie per rattoppare i tetti usarono teli e pelli di bue. Le capanne non avevano finestre né porte, solo un buco in una parete per entrare. Delle sessanta persone rimaste al lago Truckee, diciannove erano uomini con più di diciotto anni, dodici erano donne e ventinove bambini, sei dei quali molto piccoli. Più in basso, lungo il sentiero, vicino al torrente Alder, le famiglie rimaste con i Donner innalzarono delle rozze tende che potessero ospitare ventuno persone, tra le quali la signora Wolfinger, suo figlio e i piloti dei Donner: sei uomini, tre donne e dodici bambini in tutto.
Il cibo rimasto era molto poco. I buoi iniziarono a morire di fame e le loro carcasse furono congelate e accatastate. Sebbene il lago Truckee non fosse ancora gelato, i pionieri non erano capaci di pescare le trote che vi vivevano. Eddy, il cacciatore più esperto, riuscì a uccidere un orso, ma dopo quell'episodio favorevole non ebbe più molta fortuna. Le famiglie Reed e Eddy avevano perso quasi tutto e Margret Reed promise di pagare, quando sarebbero arrivati in California, il doppio del prezzo normale per poter usare tre buoi delle famiglie Graves e Breen. Graves fece pagare a Eddy 25 dollari (normalmente il prezzo di due buoi in buona salute) per la carcassa di un bue morto per la fame.

### "The Forlorn Party"
| Membri del "Forlorn Party"                                                          | Membri del "Forlorn Party" |
| Nome                                                                                | Età                        |
| ----------------------------------------------------------------------------------- | -------------------------- |
| Antonio*                                                                            | 23‡                        |
| Luis*                                                                               | sconosciuta                |
| Salvador*                                                                           | sconosciuta                |
| Charles Burger†                                                                     | 30‡                        |
| Patrick Dolan*                                                                      | 35‡                        |
| William Eddy                                                                        | 28‡                        |
| Jay Fosdick*                                                                        | 23‡                        |
| Sarah Fosdick                                                                       | 21                         |
| Sarah Foster                                                                        | 19                         |
| William Foster                                                                      | 30                         |
| Franklin Graves*                                                                    | 57                         |
| Mary Ann Graves                                                                     | 19                         |
| Lemuel Murphy*                                                                      | 12                         |
| William Murphy†                                                                     | 10                         |
| Amanda McCutchen                                                                    | 23                         |
| Harriet Pike                                                                        | 18                         |
| Charles Stanton*                                                                    | 30                         |
| * morto lungo la via † tornato indietro prima di raggiungere il passo ‡ età stimata |                            |

La disperazione si diffondeva nell'accampamento. Alcuni pensarono che, se i carri non ce la potevano fare, forse delle persone a piedi sarebbero riuscite a valicare il passo. Fecero diversi tentativi in piccoli gruppi, ma ogni volta tornarono indietro sconfitti. Un'altra tremenda tempesta di neve, che durò una settimana, ricoprì la zona a tal punto che i corpi dei buoi e dei cavalli, unica fonte di cibo, furono sepolti e smarriti nella neve.
Iniziarono a perire alcuni dei pionieri. Morirono Spitzer e di seguito Baylis Williams (uno dei piloti dei Reed). Franklin Graves costruì 14 paia di racchette da neve servendosi dei gioghi dei buoi e le mise da parte. Con queste, un gruppo di 17 persone, uomini, donne e bambini, partì a piedi per tentare di attraversare il passo; portarono bagagli leggeri, prendendo razioni per sei giorni, un fucile, una coperta a testa, un'accetta e alcune pistole, sperando di riuscire ad arrivare a Bear Valley. In seguito lo storico Charles McGlashan chiamò questo gruppo partito con le racchette da neve «The Forlorn Party» (in italiano "L'impresa disperata" o "Il gruppo disperato"). Due di quelli partiti senza le racchette, Charles Burger e il decenne William Murphy, tornarono indietro quasi subito; quelli rimasti confezionarono un paio di racchette per Lemuel Murphy la prima sera, usando uno dei basti da soma che portavano con loro.

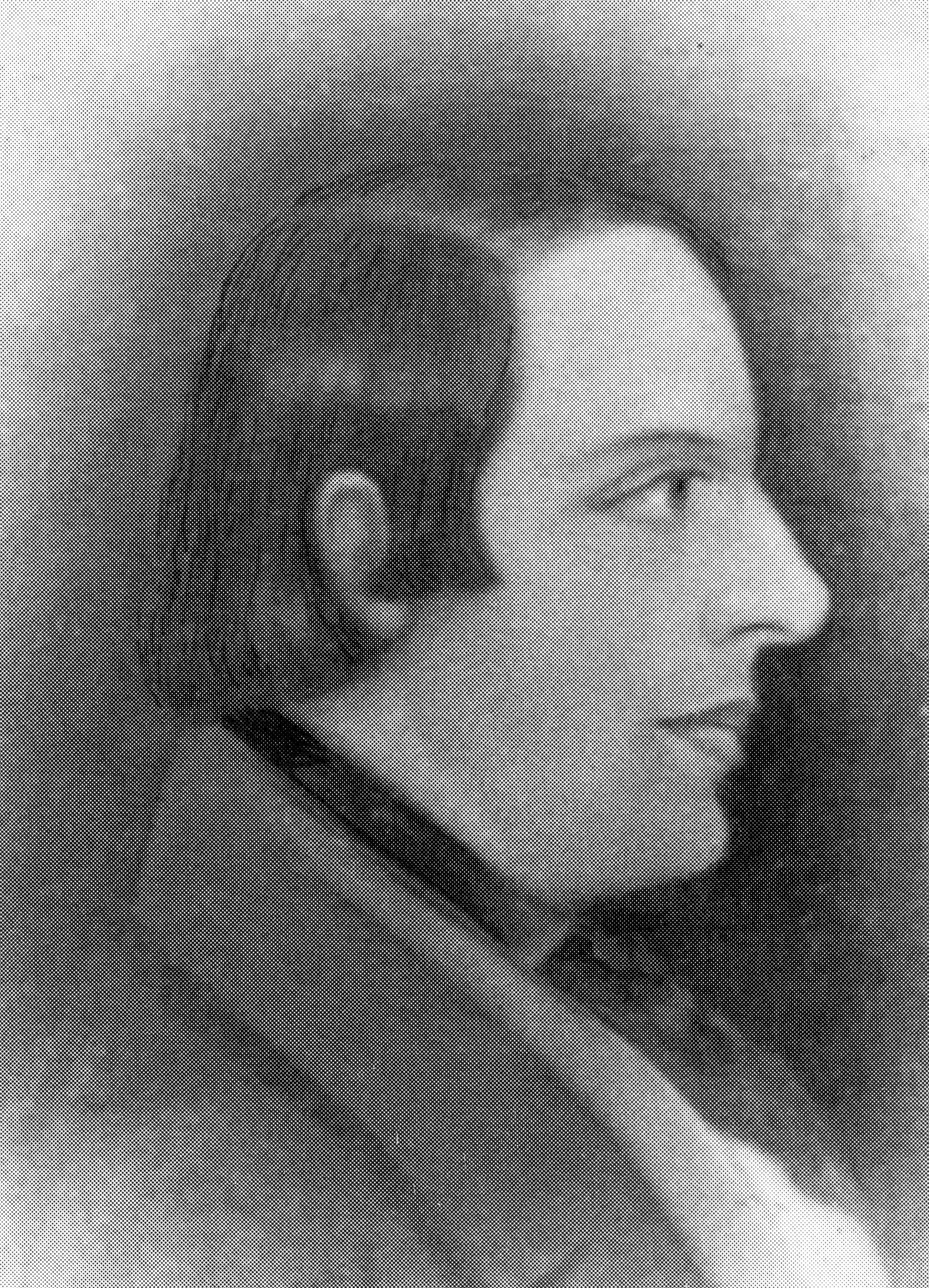
Ritratto di Charles Stanton

Le racchette si rivelarono poco maneggevoli ma comunque efficaci; i componenti del gruppo però non avevano da mangiare in maniera adeguata e non erano attrezzati per accamparsi nella neve, alta 12 piedi (3,66 m), ed entro tre giorni la maggior parte di loro era praticamente accecata dalla neve stessa. Il sesto giorno Eddy scoprì che sua moglie aveva nascosto nel suo zaino mezza libbra di carne d'orso. Quando quel mattino, il 21 dicembre, il gruppo ripartì, Stanton, che barcollava ormai da giorni, rimase indietro dicendo che li avrebbe presto seguiti; i suoi resti furono trovati sul posto l'anno successivo.
Il gruppo si perse e andò in confusione; dopo altri due giorni senza cibo Patrick Dolan propose che uno di loro si sacrificasse volontariamente per nutrire gli altri: qualcuno suggerì un duello, mentre un altro racconto riporta il tentativo di organizzare un'estrazione a sorte per scegliere chi sacrificare. Eddy suggerì di proseguire finché semplicemente qualcuno fosse caduto da solo, ma una bufera li costrinse a fermarsi. Antonio, il mandriano, fu il primo a morire; poco dopo lo seguì Franklin Graves.
Mentre la tempesta infuriava Patrick Dolan iniziò a delirare, si strappò i vestiti e corse via nel bosco; poco dopo tornò indietro, ma morì in poche ore. Non molto tempo dopo, probabilmente anche perché il dodicenne Lemuel Murphy era vicino alla morte, alcuni del gruppo iniziarono a mangiare carne umana prendendola dal corpo di Dolan. La sorella di Lemuel tentò di darne un po' al fratello, ma questi morì comunque in breve tempo. Eddy, Salvador e Luis rifiutarono di mangiare. Il mattino dopo il gruppo levò organi e pezzi di muscolo dai corpi di Antonio, Dolan, Graves e Murphy e li fece essiccare per usarli come scorta per i giorni seguenti, facendo attenzione a essere certi che nessuno finisse per nutrirsi del corpo di un suo parente.

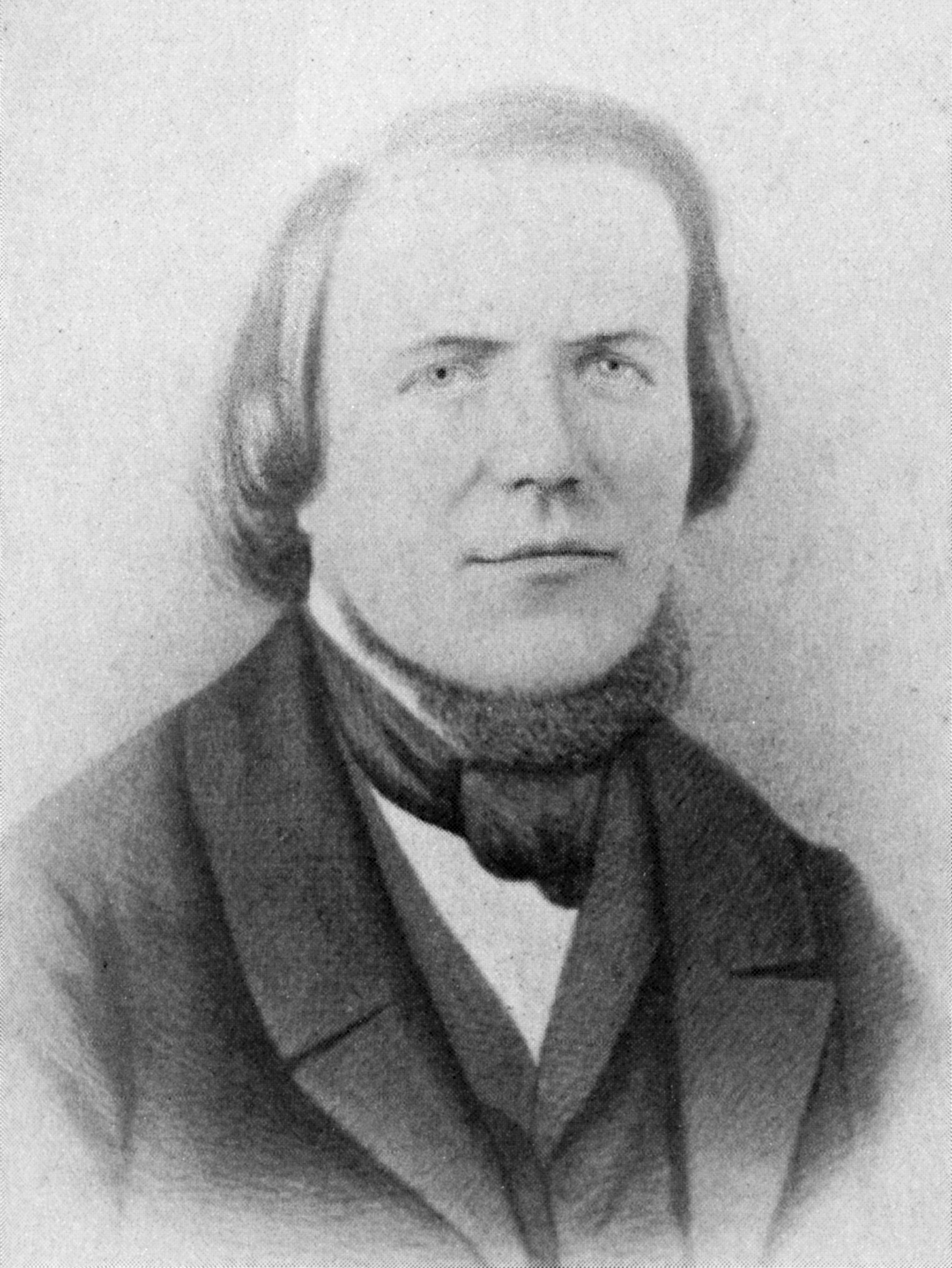
William Eddy

Dopo un riposo di tre giorni i pionieri si rimisero in marcia, cercando di trovare il sentiero; Eddy alla fine cedette alla fame e mangiò a sua volta carne umana, che però presto terminò. Iniziarono a smontare le racchette da neve per mangiare i lacci fatti di pelle di bue e discussero dell'opportunità di uccidere Luis e Salvador per mangiarli; Eddy avvertì i nativi, che fuggirono di nascosto durante la notte. Durante la notte morì Jay Fosdick, riducendo il gruppo a soli sette elementi; Eddy e Mary Graves si allontanarono per tentare di cacciare, ma quando tornarono, dopo aver abbattuto un cervo, videro che il corpo di Fosdick era già stato smembrato per cibarsene.
Dopo vari altri giorni (25 da quando avevano lasciato il lago Truckee) incontrarono di nuovo Salvador e Luis, che non avevano mangiato nulla per nove giorni ed erano vicini alla morte; William Foster, convinto che la carne dei nativi fosse l'ultima speranza per il gruppo di evitare di morire di fame, sparò ai due, sebbene il fatto che i due fossero in fin di vita è stato messo in dubbio. Lo scrittore Joseph A. King non crede che Luis e Salvador fossero in punto di morte quando Foster li uccise, in quanto «secondo il capitano Sutter, che aveva sentito il racconto di altri sopravvissuti, i suoi ragazzi furono uccisi mentre stavano raccogliendo ghiande».
Il 12 gennaio il gruppo arrivò a un accampamento di indiani Miwok: avevano un aspetto così orribile che inizialmente i nativi, vedendoli, fuggirono spaventati. I Miwok diedero loro da mangiare quello che avevano: ghiande, erba e pinoli. Alcuni giorni dopo Eddy proseguì il cammino con l'aiuto di un Miwok, fino ad arrivare a un ranch che faceva parte di una piccola comunità di agricoltori della valle del Sacramento.
Una spedizione di soccorso, messa insieme in tutta fretta, ritrovò gli altri sei sopravvissuti il 17 gennaio. Il loro viaggio dal lago Truckee era durato 33 giorni.

### Il campo al lago Truckee

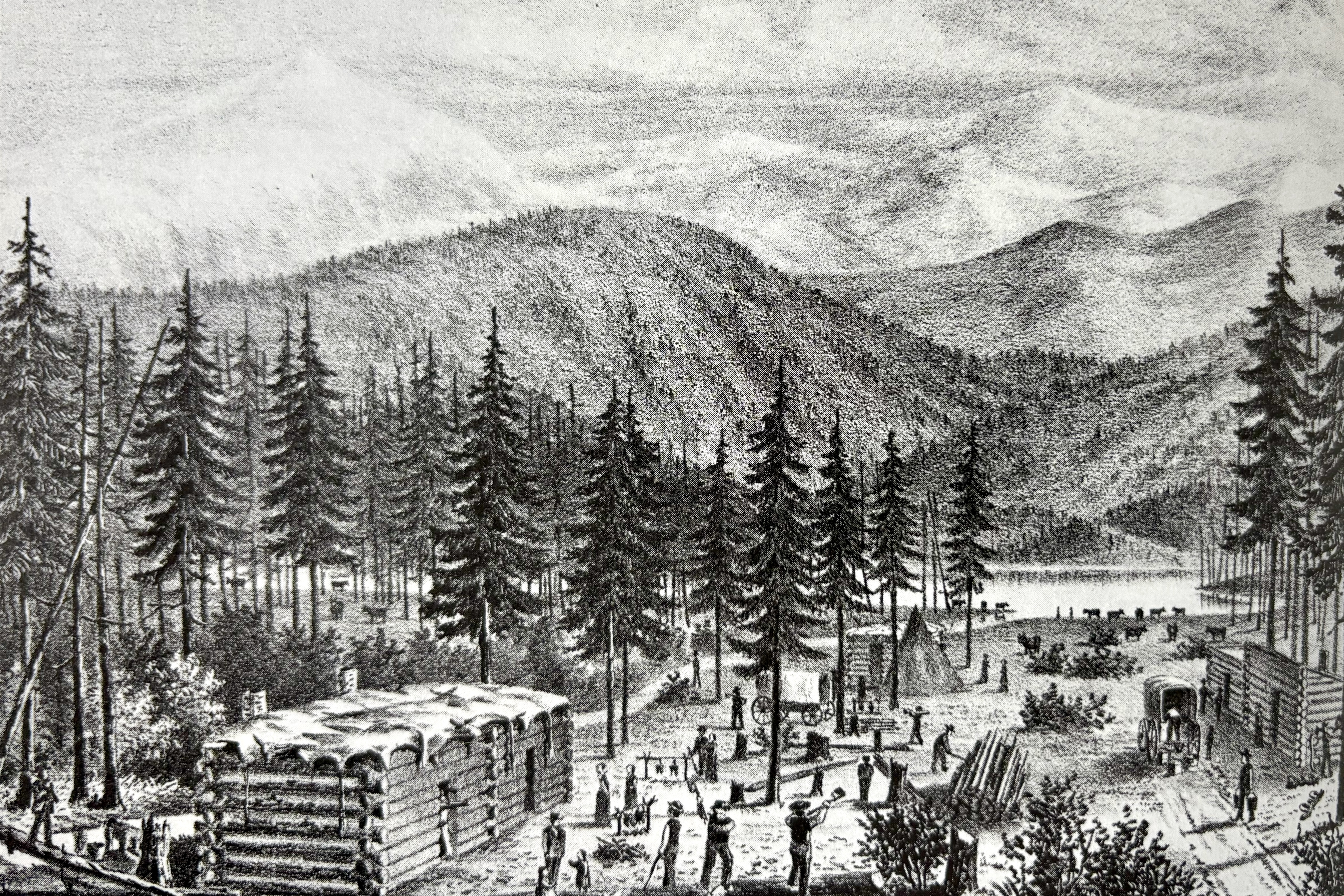
Interpretazione artistica dell'accampamento sul lago Truckee basato sul racconto di William Graves

In novembre, pochi giorni prima che il gruppo con le racchette da neve partisse, Patrick Breen iniziò a tenere un diario; si preoccupava principalmente del tempo atmosferico, annotando le tormente e quanta neve era caduta, ma gradualmente iniziò a inserire nelle sue annotazioni riferimenti a Dio e alla religione. La vita al lago Truckee era molto dura: le capanne erano piccole e sudicie e nevicava così tanto che le persone non potevano uscire per giorni e giorni. La dieta presto si ridusse a pelli di bue che, una volta tagliate a strisce, venivano fatte bollire fino a trasformarsi in una disgustosa gelatina simile a colla. Le ossa di buoi e cavalli furono fatte bollire ripetutamente per fare delle zuppe e diventarono così friabili che a masticarle si sarebbero sbriciolate; talvolta venivano messe sulle braci e mangiate. Pezzo dopo pezzo i piccoli Murphy arrostirono il tappeto di pelle di bue che stava davanti al focolare della capanna e lo mangiarono.
Dopo la partenza del gruppo con le racchette da neve, due terzi dei presenti al lago Truckee erano bambini; la signora Graves si prendeva cura di otto di loro, mentre Levinah Murphy e Eleanor Eddy insieme ne tenevano nove. Gli emigranti catturavano e mangiavano anche i topi che si intrufolavano nelle capanne; molti si trovarono presto in condizioni di estrema debolezza e trascorrevano la maggior parte del tempo nei giacigli. Ogni tanto qualcuno riusciva a intraprendere il viaggio di una giornata necessario per andare a trovare i Donner; si venne così a sapere che Jacob Donner e tre degli uomini che aveva ingaggiato erano morti. Uno di loro, Reinhardt, in punto di morte aveva confessato di aver assassinato Wolfinger. La mano ferita di George Donner si era infettata, il che riduceva il numero di uomini abili al lavoro all'accampamento Donner a quattro unità.
Margret Reed aveva fatto in modo di mettere da parte abbastanza cibo per preparare un pentolone di zuppa il giorno di Natale, per la gioia dei suoi bimbi, ma entro gennaio si trovarono di fronte alla prospettiva di morire di fame e presero in considerazione l'idea di mangiare le pelli di bue che fungevano da tetto delle capanne. Margret, Virginia, Milt Elliott e la servetta Eliza Williams tentarono di avventurarsi fuori, valutando che sarebbe stato meglio tentare di trovare del cibo piuttosto che starsene seduti a guardare i bambini deperire. Stettero via quattro giorni e al loro ritorno trovarono la capanna inservibile: le pelli usate come tetto erano state mangiate e tutti dovettero trasferirsi nella capanna dei Breen; i servi andarono a vivere con altre famiglie. Un giorno, i Graves andarono a riscuotere il debito che i Reed avevano con loro e si portarono via le pelli di bue che rappresentavano tutte le provviste della famiglia.

## I soccorsi
In California la maggior parte dei soldati (e degli uomini abili in generale) era impegnata nella guerra messico-statunitense; in tutta la regione le strade erano bloccate, le comunicazioni compromesse e non c'erano rifornimenti disponibili. Solo tre uomini risposero all'appello fatto per la ricerca di volontari per soccorrere la Spedizione Donner. Reed rimase bloccato a San Jose fino a febbraio a causa delle insurrezioni nella zona e della confusione che regnava sovrana; impiegò quel tempo parlando con altri pionieri e conoscenti, e la gente di San Jose rispose redigendo una petizione per chiedere alla Marina degli Stati Uniti di aiutare la gente rimasta al lago Truckee. Due quotidiani locali riferirono che i membri del gruppo partito con le racchette avevano dovuto ricorrere al cannibalismo, fatto che contribuì ad aumentare il sentimento di compassione per le persone ancora intrappolate lassù: a Yerba Buena i residenti, molti dei quali immigrati arrivati da poco, raccolsero con una colletta 1 300 dollari e si impegnarono per costruire due campi base per sostenere una spedizione di soccorso.
Il 4 febbraio dalla valle del Sacramento partì una spedizione di soccorso, della quale faceva parte William Eddy; la pioggia e un fiume in piena la costrinsero però a ritardare di vari giorni. Eddy si sistemò a Bear Valley, mentre gli altri avanzavano rapidamente attraverso la neve e le tempeste per valicare il passo fino al lago Truckee, depositando viveri nei campi preparati lungo la via, in modo da non doverli trasportare tutti; tre soccorritori abbandonarono e tornarono indietro, ma sette insistettero nell'avanzata.

### Prima spedizione di soccorso
| Persone evacuate dalla prima spedizione | Persone evacuate dalla prima spedizione |
| Nome                                    | Età                                     |
| --------------------------------------- | --------------------------------------- |
| Elitha Donner                           | 14                                      |
| Leanna Donner                           | 12                                      |
| George Donner, Jr.                      | 9                                       |
| William Hook*                           | 12                                      |
| Margret Reed                            | 32                                      |
| Virginia Reed                           | 12                                      |
| James Reed, Jr.                         | 6                                       |
| Edward Breen                            | 13                                      |
| Simon Breen                             | 8                                       |
| William Graves                          | 17                                      |
| Eleanor Graves                          | 14                                      |
| Lovina Graves                           | 12                                      |
| Mary Murphy                             | 14                                      |
| William Murphy                          | 10                                      |
| Naomi Pike                              | 2                                       |
| Philippine Keseberg                     | 23                                      |
| Ada Keseberg*                           | 3                                       |
| Doris Wolfinger                         | 20                                      |
| John Denton*                            | 28                                      |
| Noah James                              | 20                                      |
| Eliza Williams                          | 31                                      |
| * Morti lungo la strada                 |                                         |

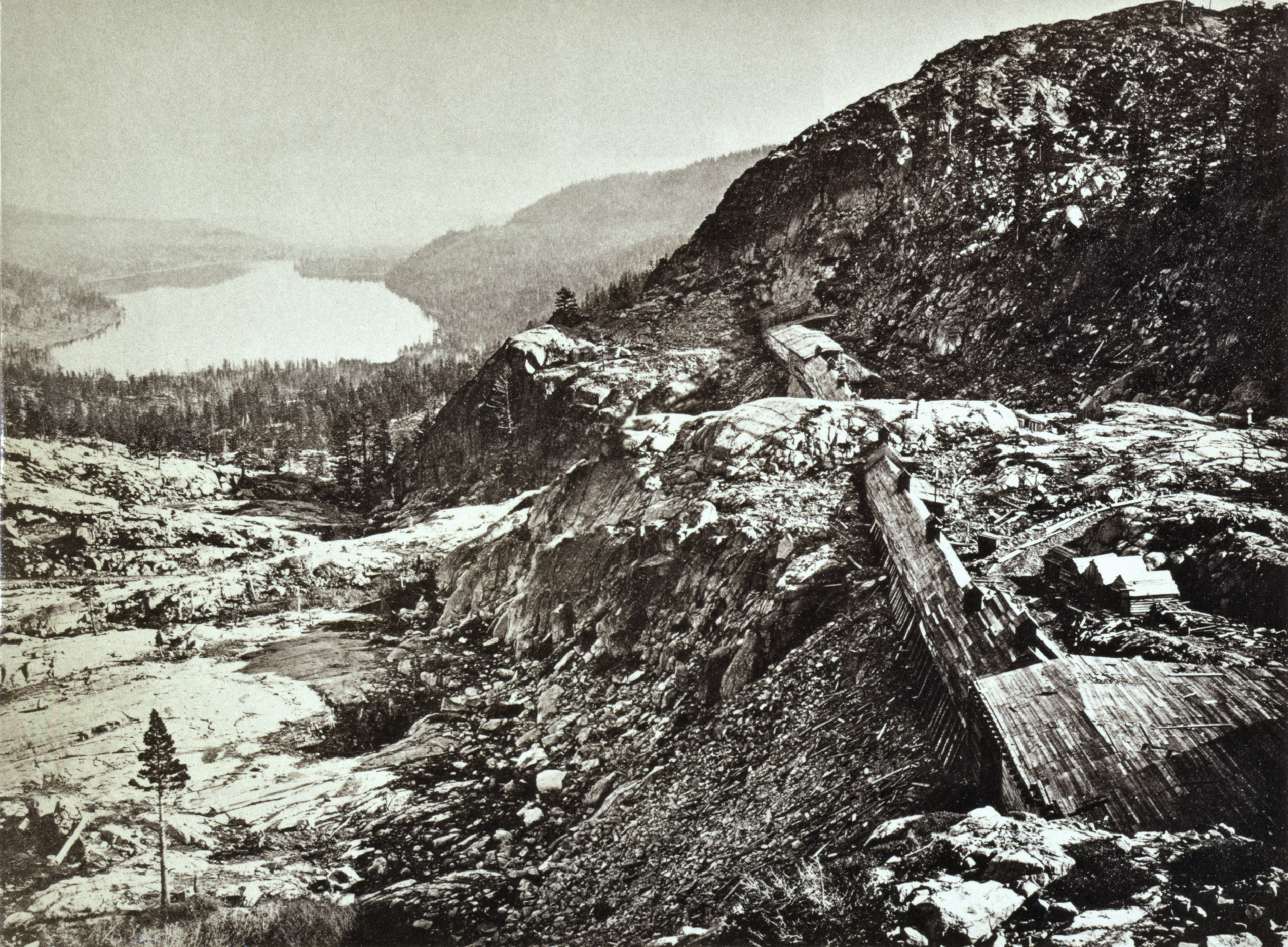
Vista del lago Truckee dal Passo Donner; foto scattata nel 1868 durante la costruzione della Central Pacific Railroad

Il 18 febbraio il gruppo di sette uomini valicò il Passo Frémont; quando furono vicini al luogo dove Eddy aveva detto loro che si trovavano le capanne iniziarono a urlare. Da un buco nella neve venne fuori la signora Murphy che li fissò e chiese: «Venite dalla California o dal paradiso?» La spedizione di soccorso distribuì del cibo in piccole porzioni, preoccupati del fatto che se gli affamati emigranti avessero mangiato troppo ne sarebbero rimasti uccisi. Tutte le capanne erano sepolte dalla neve; le pelli usate per tetto, inzuppate d'acqua, avevano iniziato a marcire e l'odore era insopportabile. I corpi dei morti erano stati sepolti sommariamente nella neve vicino ai tetti delle capanne; alcuni degli emigranti sembravano emotivamente e psichicamente instabili. Tre membri della spedizione di soccorso andarono fino dai Donner e riportarono con sé quattro macilenti bambini e due adulti. Leanna Donner incontrò grosse difficoltà nella salita dal torrente Alder fino al lago e in seguito scrisse: «Il dolore e la sofferenza che ho provato quel giorno è oltre ogni possibilità di descrizione». Il braccio di George Donner era in un tale stato di gangrena che l'uomo non poteva muoversi, ma dall'ultima volta che avevano ricevuto una visita nel gruppo non era morto nessuno; vennero scelte ventitré persone che avrebbero seguito la spedizione di soccorso, lasciandone 17 nelle capanne al lago e 12 all'accampamento sul torrente Alder.
I soccorritori non rivelarono il dramma del gruppo partito con le racchette da neve, dicendo agli emigranti solo che non erano tornati indietro perché erano rimasti mezzi congelati. Patty e Tommy Reed diventarono presto troppo deboli per affrontare i cumuli di neve e nessuno era abbastanza forte da trasportarli a braccia. Margret Reed dovette affrontare l'angosciante situazione di accompagnare i suoi due figli maggiori a Bear Valley e guardare i due più deboli che invece venivano riportati all'accampamento sul lago, dove non avevano più alcun parente; fece giurare sul suo onore di massone a uno dei soccorritori, Aquilla Glover, che sarebbe tornato a prendere i suoi figli. Patty le disse: «Mamma, se non mi vedrai più fai il meglio che puoi.» Quando i bambini tornarono al lago, i Breen rifiutarono loro il permesso di entrare nella loro capanna ma, dopo che Glover dette loro più cibo, furono malvolentieri accolti; la spedizione di soccorso scoprì con sgomento che il primo deposito di viveri che avevano preparato era stato trovato da alcuni animali che l'avevano divorato, fatto che li lasciava con cibo a disposizione per soli quattro giorni. Dopo avere molto faticato a superare il passo, John Denton cadde in coma e morì; Ada Keseberg morì poco dopo; la madre si disperò, rifiutando di lasciare il corpo della piccola. Dopo vari altri giorni di viaggio su percorsi impervi, i soccorritori iniziarono a temere che i bambini non ce l'avrebbero fatta. Alcuni di loro avevano mangiato le frange di pelle di daino dei pantaloni di uno degli uomini e i lacci delle scarpe di un altro, lasciandoli sbalorditi. Durante la discesa incontrarono la spedizione di soccorso successiva, della quale faceva parte James Reed; udendo la sua voce Margret crollò nella neve, vinta dall'emozione.
Quando il gruppo fu portato al sicuro nella Bear Valley, William Hook, figliastro di Jacob Donner, si fiondò in uno spaccio di alimentari e mangiò fino a morirne; gli altri proseguirono fino a Sutter's Fort, dove Virginia Reed scrisse: «Penso davvero di aver camminato fino al paradiso». Fu felice del fatto che, anche se aveva appena dodici anni ed era scampata alla morte per fame, uno dei giovani presenti al forte le chiese di sposarlo, ma lo rifiutò.

### Seconda spedizione di soccorso

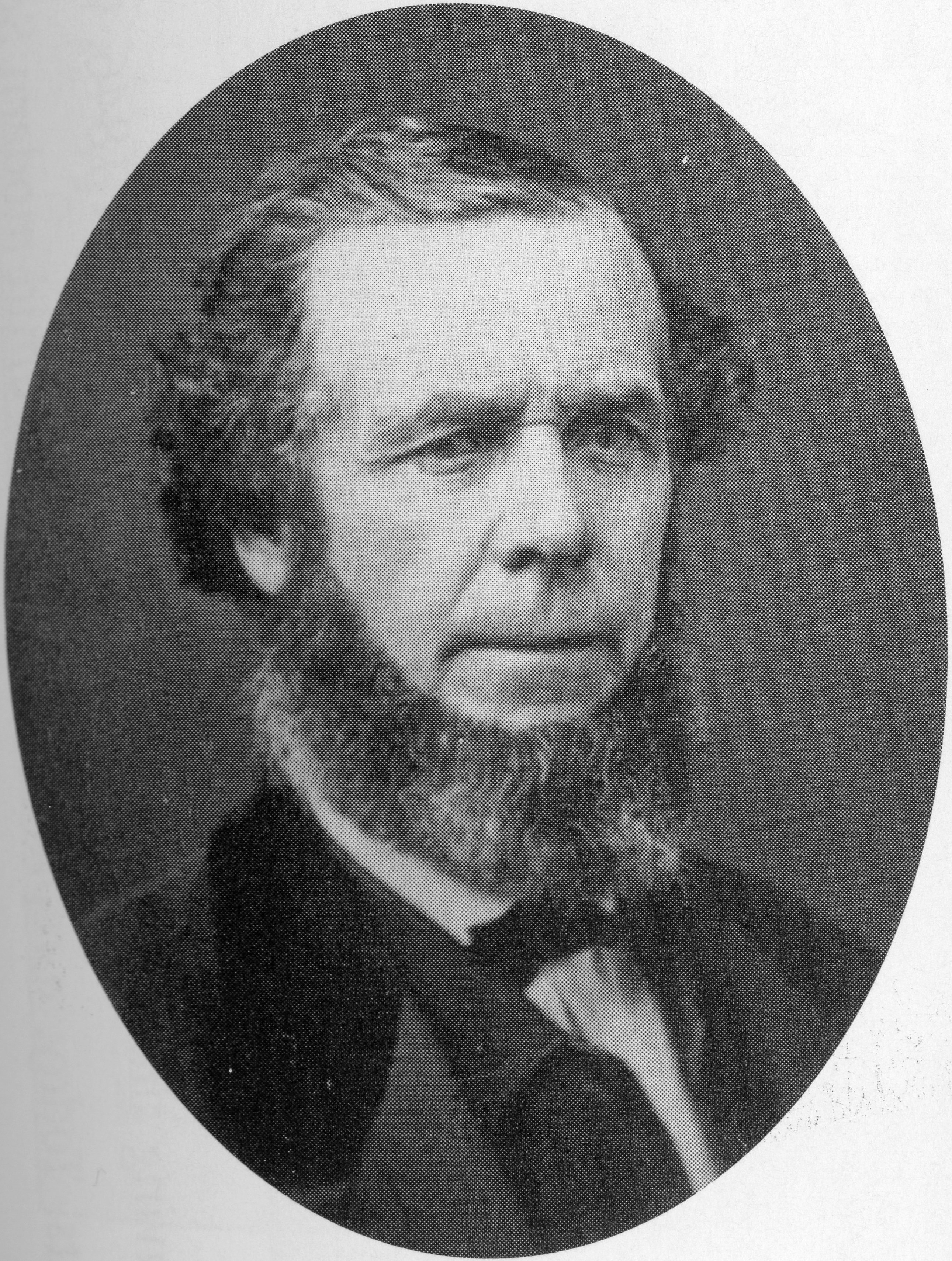
John Stark

Il primo marzo al lago Truckee arrivò un secondo gruppo di soccorritori: si trattava soprattutto di esperti uomini di montagna che accompagnavano Reed e McCutchen. Reed si riunì con la figlia Patty e l'ormai debole figlio Tommy. All'interno della capanna dei Breen gli occupanti furono trovati in condizioni relativamente buone ma quella dei Murphy, secondo lo scrittore George Stewart, «superava i limiti di ciò che è possibile descrivere e quasi di ciò che è possibile immaginare». Levinah Murphy, che badava al suo bambino di otto anni Simon e ai due giovani figli di Eddy e Foster, era ormai mentalmente alterata e quasi cieca; i bambini erano privi di forze e non erano stati lavati da giorni. Lewis Keseberg, che si era trasferito nella baracca, poteva a stento muoversi a causa di una ferita a una gamba.
Tra la partenza dei primi soccorritori e l'arrivo dei secondi al lago non era comunque morto più nessuno. Patrick Breen riporta di aver ricevuto l'ultima settimana di febbraio una preoccupante visita da parte della signora Murphy, che gli aveva detto che la sua famiglia stava valutando di mangiare il corpo di Milt Elliot; Reed e McCutchen trovarono in effetti il corpo di Elliot mutilato. Le cose non andavano meglio all'accampamento sull'Alder; i primi due soccorritori a raggiungerlo videro Trudeau che trasportava una gamba umana. Quando rivelarono la loro presenza, lui la buttò in un buco nella neve che conteneva il corpo fatto a pezzi di Jacob Donner; dentro una tenda Elizabeth Donner aveva rifiutato di mangiare, anche se i suoi figli erano stati nutriti con gli organi del padre. I soccorritori scoprirono che anche altri tre corpi erano stati consumati. Nell'altra tenda Tamsen Donner stava abbastanza bene, ma George era molto malato perché l'infezione aveva ormai raggiunto la spalla.
| Evacuati dalla seconda spedizione di soccorso  | Evacuati dalla seconda spedizione di soccorso |
| Nome                                           | Età                                           |
| ---------------------------------------------- | --------------------------------------------- |
| Isaac Donner*                                  | 5                                             |
| Patty Reed                                     | 9                                             |
| Thomas Reed                                    | 4                                             |
| Patrick Breen†                                 | 51                                            |
| Margaret Breen†                                | 40                                            |
| John Breen†                                    | 14                                            |
| Patrick Breen, Jr.†                            | 9                                             |
| James Breen†                                   | 5                                             |
| Peter Breen†                                   | 3                                             |
| Margaret Breen†                                | 1                                             |
| Elizabeth Graves*                              | 45                                            |
| Nancy Graves†                                  | 9                                             |
| Jonathan Graves†                               | 7                                             |
| Franklin Ward Graves, Jr.*                     | 5                                             |
| Elizabeth Graves†                              | 1                                             |
| Mary Donner†                                   | 7                                             |
| Solomon Hook                                   | 15                                            |
| * Morti lungo la via † Arrivati con John Stark |                                               |

Il secondo gruppo di soccorso evacuò dal lago Truckee 17 emigranti, tre soli dei quali erano adulti. Sia la famiglia Breen sia la famiglia Graves si prepararono per la partenza; al lago Truckee rimasero solo cinque persone: Keseberg, la signora Murphy, il figlio Simon e i piccoli Eddy e Foster. Quando Reed le disse che presto sarebbe arrivata una terza spedizione, Tamsen Donner decise di restare con il marito malato; tenne con sé anche le figlie Eliza, Georgia e Frances.
Il ritorno verso la Bear Valley fu molto lento; a un certo punto Reed mandò avanti due uomini per riprendere il cibo lasciato nel primo deposito, pensando che la terza spedizione, un piccolo gruppo guidato da Selim E. Woodworth, sarebbe arrivata da un momento all'altro. Dopo che ebbero superato il passo si scatenò una violenta tempesta; Isaac Donner, di 5 anni, morì congelato, e anche Reed andò vicino alla morte. Mary Donner si bruciò malamente i piedi perché erano così congelati che non si rese conto di essersi addormentata tenendoli sul fuoco. Quando la tempesta finì i membri delle famiglie Breen e Graves, che non avevano mangiato per giorni, erano troppo esausti e apatici per alzarsi e mettersi in moto; la spedizione di soccorso non ebbe così altra scelta se non quella di ripartire senza di loro.
Tre membri della spedizione di soccorso decisero di rimanere, uno al lago Truckee e due sul torrente Alder; tuttavia, quando uno di essi - Nicholas Clark - si allontanò per cacciare, gli altri due - Charles Cady e Charles Stone - decisero di tornarsene in California. Tamsen Donner affidò loro tre delle sue figlie perché le portassero in salvo, pagandoli per questo 500 dollari (secondo il testo di Stewart) in contanti; tuttavia i due portarono le bambine fino al lago Truckee ma poi le abbandonarono lì, da sole, e riuscendo così a raggiungere in pochi giorni il gruppo di Reed. Alcuni giorni dopo Clark e Trudeau si accordarono per partire insieme; quando scoprirono le bambine Donner abbandonate al lago Truckee, tornarono indietro all'accampamento per informare Tamsen Donner del fatto.
William Foster e William Eddy, entrambi superstiti del gruppo partito con le racchette da neve, partirono da Bear Valley per andare incontro a Reed, portando con loro un uomo di nome John Stark; dopo un giorno di viaggio trovarono Reed che stava assistendo i suoi figli, tutti congelati e sanguinanti ma vivi. Foster e Eddy convinsero quattro uomini, con soldi e suppliche, a tornare al lago Truckee con loro; a metà strada trovarono i resti mutilati e divorati di due bambini e della signora Graves, con Elizabeth Graves, di un anno, che piangeva accanto al corpo della madre. Undici sopravvissuti si accalcavano accanto a un fuoco, che per il calore era sprofondato in un buco nella neve. La spedizione di soccorso si divise, con Foster, Eddy e altri due che proseguirono verso il lago. Due soccorritori, pensando di poter salvare solo quelli più in salute, presero in spalla un bambino ciascuno e partirono: John Stark si rifiutò di abbandonare gli altri, prese in spalla due bambini e tutte le provviste e aiutò i restanti membri delle famiglie Breen e Graves ad arrivare a Bear Valley.

### Terza spedizione di soccorso

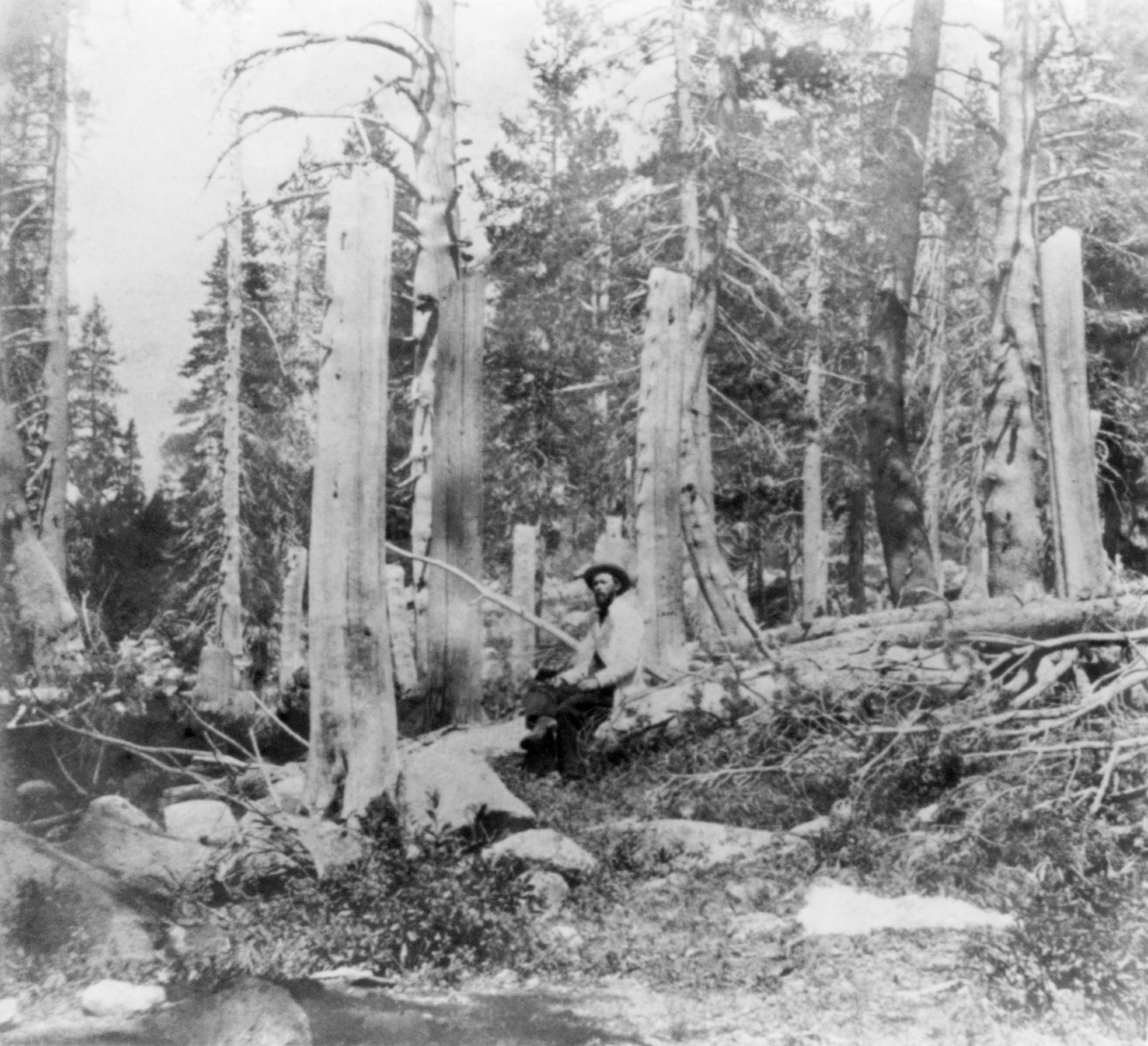
Tronconi di alberi tagliati al campo del torrente Alder dai membri della Spedizione Donner, foto scattata nel 1866. L'altezza dei tronconi rivela il livello raggiunto dall'accumulo di neve.

Foster e Eddy il 14 marzo arrivarono finalmente al lago Truckee, dove scoprirono che i loro due figli erano morti; Keseberg confessò a Eddy di aver mangiato i resti di suo figlio, e Eddy gli giurò che, se l'avesse mai incontrato di nuovo lontano da lì, l'avrebbe ucciso. Al campo sul torrente, George Donner e uno dei figli di Jacob (Samuel) erano ancora vivi; Tamsen Donner, che era arrivata fino alla capanna dei Murphy, era in grado di camminare da sola e avrebbe potuto lasciare l'accampamento, ma scelse di rimanere con il marito pur informata del fatto che difficilmente sarebbero arrivati altri soccorritori in tempi brevi. Foster, Eddy e il resto della spedizione di soccorso ripartirono con quattro bambini, Trudeau e Clark.
Furono preparate altre due spedizioni per evacuare gli adulti che avrebbero potuto essere ancora in vita, ma entrambe tornarono indietro prima ancora di raggiungere Bear Valley e non fu più fatto alcun tentativo.
Il 10 aprile, quasi un mese dopo che la terza spedizione di soccorso aveva lasciato il lago Truckee, l'alcalde della zona di Sutter's Fort organizzò una spedizione di recupero per ritrovare quello che era possibile portare via dei beni dei Donner; l'intento era di venderli e usare il ricavato per mantenere gli orfani. La spedizione trovò le tende sull'Alder vuote, eccetto che per il corpo di George Donner, che era morto solo pochi giorni prima. Sulla via del ritorno, al lago Truckee, trovarono Keseberg ancora vivo. Secondo Keseberg, la signora Murphy era morta una settimana dopo la partenza della terza spedizione; alcune settimane dopo Tamsen Donner era arrivata bagnata fradicia e visibilmente sconvolta alla capanna di Keseberg, decisa però a proseguire per valicare il passo; Keseberg disse che l'aveva avvolta con una coperta e che le aveva detto di aspettare il mattino per ripartire, ma la donna era morta durante la notte.
La spedizione dubitò del racconto di Keseberg e trovò nella capanna una pentola piena di carne umana, le pistole di George Donner, dei gioielli e 250 dollari d'oro. Minacciarono di linciare Keseberg, che confessò di aver nascosto, su suggerimento di Tamsen, 273 dollari appartenenti ai Donner, perché potesse poi darli ai loro figli.
| Evacuati dalla terza spedizione di soccorso | Evacuati dalla terza spedizione di soccorso |
| Nome                                        | Età                                         |
| ------------------------------------------- | ------------------------------------------- |
| Eliza Donner                                | 3                                           |
| Georgia Donner                              | 4                                           |
| Frances Donner                              | 6                                           |
| Simon Murphy                                | 8                                           |
| Jean Baptiste Trudeau                       | 16                                          |

### Reazioni
Notizie della sorte della Spedizione Donner furono diffuse a est da Samuel Brannan, giornalista e anziano della Chiesa mormone, che incontrò la spedizione di recupero mentre scendeva dal passo con Keseberg. I racconti della terribile avventura arrivarono per la prima volta a New York via mare nel luglio 1847. Il resoconto dei fatti negli Stati Uniti fu molto influenzato dall'entusiasmo diffuso nella nazione per la migrazione verso ovest. In alcuni giornali le notizie sulla tragedia furono relegate in piccoli paragrafi, nonostante la tendenza dell'epoca fosse quella di evidenziare le storie sensazionali. Parecchi quotidiani, inclusi quelli della California, indugiarono in maniera esagerata sulle descrizioni degli episodi di cannibalismo. In alcuni resoconti i membri della spedizione furono ritratti come eroi e la California come un paradiso degno di enormi sacrifici.
Negli anni successivi l'emigrazione verso ovest diminuì, ma è probabile che il calo fosse dovuto più ai timori provocati dalla guerra messico-statunitense in corso che dalla paure provocate dal racconto della sorte della spedizione Donner. Si stima che nel 1846 emigrarono in California circa 1 500 persone. Nel 1847 tale numero scese a 450 e a 400 nel 1848. La corsa all'oro tuttavia provocò una netta ripresa del fenomeno e nel 1849 furono 25 000 le persone che partirono verso l'Ovest. La maggior parte degli emigranti via terra seguì la via che costeggiava il fiume Carson, ma alcuni «forty-niners» fecero la stessa strada della Spedizione Donner, diffondendo poi delle descrizioni dei luoghi. Le zone abitate dalla spedizione diventarono così famose che presero il nome di Passo Donner, lago Donner e Cima Donner.
Alla fine del luglio 1847 dei membri del Battaglione mormone, guidato dal generale Stephen W. Kearny, seppellirono i resti dei corpi e diedero parzialmente alle fiamme due delle baracche. I pochi che si avventurarono sul passo negli anni immediatamente successivi trovarono ossa, oggetti e la capanna usata dalle famiglie Reed e Graves. Nel 1891 fu trovato un gruzzolo di soldi sepolto nei pressi del lago; era stato probabilmente nascosto dalla signora Graves, che l'aveva sepolto in fretta quando partì con la seconda spedizione, pensando di tornare a prenderlo in un secondo momento.
Lansford Hastings ricevette minacce di morte. Un emigrante che aveva attraversato le zone prima della Spedizione Donner parlò faccia a faccia con Hastings delle difficoltà che avevano incontrato, riferendo che «naturalmente non ha potuto dire nient'altro se non che gli dispiaceva terribilmente e che le sue intenzioni erano buone.»

### I sopravvissuti

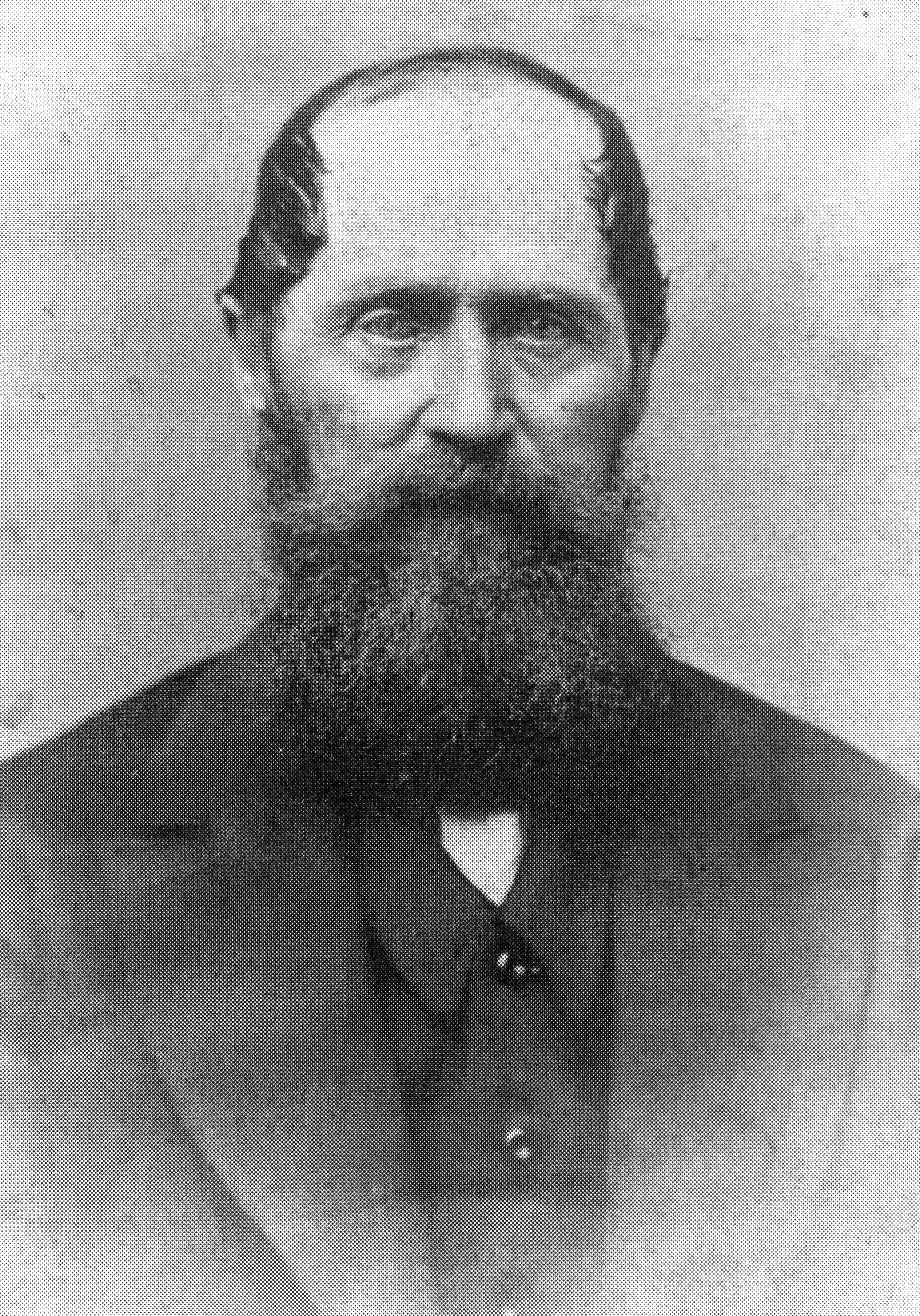
Lewis Keseberg

Delle 87 persone che si avventurarono sulla Sierra Nevada solo 48 sopravvissero. Solo le famiglie Reed e Breen rimasero complete. I figli di Jacob Donner, George Donner e Franklin Graves rimasero orfani. William Eddy rimase solo, avendo perso tutta la famiglia, e la maggior parte dei membri della famiglia Murphy morì. In California arrivarono solo tre muli: il resto degli animali era morto; la maggior parte dei beni dei membri della spedizione andò perduta.
Alcune delle donne rimaste vedove si risposarono pochi mesi dopo; all'epoca, in California, le mogli erano merce rara. I Reed si stabilirono a San Jose e due dei piccoli Donner rimasero a vivere con loro. Reed ebbe fortuna nel periodo della corsa all'oro e diventò ricco. Virginia, con la supervisione del padre, scrisse una lunga lettera a una cugina in Illinois sui «nostri problemi arrivando in California» (sic.). Il giornalista Edwin Bryant nel giugno 1847 la ritrovò e la fece pubblicare interamente, con alcune modifiche editoriali, sull'Illinois Journal il 16 dicembre 1847. Virginia si convertì al cattolicesimo per mantenere una promessa fatta a sé stessa mentre osservava Patrick Breen che pregava nella sua capanna. I Murphy sopravvissuti andarono a Marysville in California. I Breen si trasferirono a San Juan Bautista dove gestirono una locanda e diventarono gli anonimi protagonisti di un racconto che trattava del forte disagio provato da uno scrittore dopo aver scoperto di essere stato ospitato da dei cannibali e pubblicato sull'Harper's Magazine nel 1862. Molti dei sopravvissuti dovettero affrontare reazioni di questo tipo. Le figlie di George e Tamsen Donner furono accolte da un'anziana coppia che viveva nei pressi di Sutter's Fort; la più giovane, Eliza, che nell'inverno 1846-47 aveva tre anni, nel 1911 pubblicò un suo resoconto della spedizione basato su scritti precedenti e sui racconti delle sorelle. La figlia minore dei Breen, Isabella, che durante la spedizione aveva un anno, fu l'ultima sopravvissuta a rimanere in vita: morì nel 1935.
I figli dei Graves ebbero una vita particolare: Mary Graves si sposò presto, ma il suo primo marito fu assassinato; la donna prese quindi l'abitudine di cucinare il cibo per l'assassino del marito, mentre questi si trovava in prigione, per essere sicura che non soffrisse la fame prima di essere impiccato; uno dei suoi nipoti la descrisse come una donna sempre seria e tetra, una volta disse: «Vorrei essere capace di piangere, ma non posso. Se potessi dimenticare la tragedia forse riuscirei a capire come piangere di nuovo.»
Suo fratello William si trasferì molte volte, senza mai stabilirsi in un posto per un periodo significativo di tempo.
Nancy Graves, che nell'inverno 1846-47 aveva nove anni, anche quando veniva contattata da storici interessati ad avere dei resoconti accurati dell'episodio, rifiutava di riconoscere di esservi stata coinvolta; si disse che non riuscì mai a riprendersi dal fatto di aver avuto un ruolo nella cannibalizzazione della madre e del fratello.
Eddy si risposò e costruì una nuova famiglia in California; tentò di tener fede alla sua promessa di uccidere Lewis Keseberg, ma venne convinto a rinunciare da James Reed e Edwin Bryant. L'anno seguente Eddy raccontò la sua esperienza a J. Quinn Thornton che, usando anche il racconto di Reed, scrisse il primo resoconto complessivo dell'episodio. Eddy morì nel 1859.
Keseberg citò in giudizio per diffamazione diversi membri della spedizione di recupero beni, che lo avevano accusato di aver ucciso Tamsen Donner; la Corte gli diede ragione ma gli riconobbe un risarcimento di un solo dollaro, facendogli pagare i costi del processo. Una cronaca del 1847, stampata sul California Star, descrisse il quasi-linciaggio di Keseberg da parte della spedizione di recupero, dipingendo il suo comportamento come mostruoso e riferendo che aveva preferito mangiare carne umana piuttosto che il bestiame che era riemerso dalla neve con il disgelo primaverile. Charles McGlashan, uno storico, accumulò molto materiale che indicava Keseberg come colpevole della morte di Tamsen, ma dopo averlo intervistato si convinse che non c'era stato alcun omicidio; anche Eliza Donner Houghton credeva che Keseberg fosse innocente. Invecchiando, Keseberg condusse una vita molto ritirata, essendo considerato una specie di "paria" e spesso oggetto di minacce. Disse a McGlashan: «Spesso penso che l'Onnipotente mi abbia scelto, tra tutti gli uomini sulla faccia della terra, per poter vedere quante privazioni, quanta sofferenza e quanta infelicità un essere umano possa sopportare!»

## L'eredità

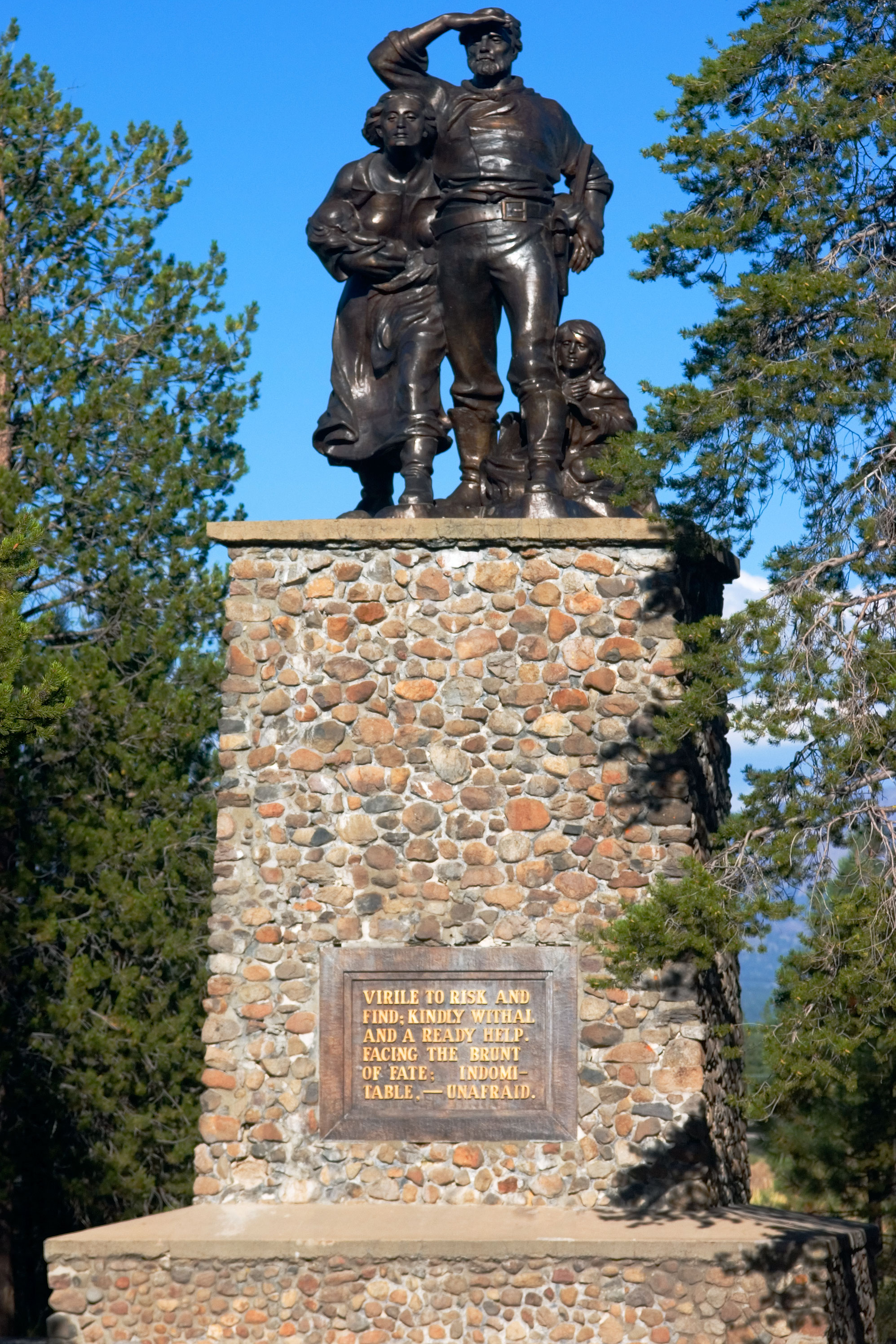
Statua eretta al Donner Memorial State Park; l'altezza del piedistallo di 6,7 metri indica quanto alta fosse la neve nell'inverno 1846-47

Al di là della drammaticità delle vicende, gli episodi della Spedizione Donner non hanno avuto un riverbero significativo a livello storico, ma alla luce del fatto che in Oregon e California emigrarono centinaia di migliaia di persone, hanno fornito lo spunto per numerose opere storiche e di narrativa, per poesie e film. Secondo Steward, l'attenzione rivolta verso la spedizione è stata resa possibile dall'attendibilità dei racconti a dal fatto che «il cannibalismo, anche se può essere definito un episodio minore della vicenda, nell'immaginario popolare è diventato la cosa principale da ricordare della Spedizione Donner, in quanto si tratta di un tabù che attira sempre con tanta forza quanto quella con cui è trovato ripugnante.». Il fattore di attrattiva più significativo, secondo Johnson che ne scrisse nel 1996, è che i protagonisti dei fatti sono famiglie e persone comuni, in cui quindi è possibile identificarsi.
Il luogo nel quale si trovavano le capanne diventò un'attrazione turistica fin dal 1854. Nel decennio 1880-90 Charles McGlashan iniziò a promuovere l'idea di realizzare un monumento che contrassegnasse il luogo in cui si era svolto il dramma della Spedizione Donner: contribuì ad acquistare il terreno necessario e, nel giugno 1918, sul luogo dove si pensa si fosse trovata la capanna Breen-Keseberg venne eretta una statua che rappresenta una famiglia di pionieri, dedicata alla Spedizione Donner. La statua è stata dichiarata monumento di interesse storico della California nel 1934.
Nel 1927 lo Stato della California creò il Donner Memorial State Park: originariamente consisteva solo di 11 acri intorno al monumento, ma vent'anni dopo venne comprato e aggiunto al parco anche il terreno su cui si trovava la capanna dei Murphy. Il monumento e la capanna dei Murphy sono stati dichiarati National Historic Landmark nel 1963. Su una grande roccia che era servita come appoggio per il focolare dei Murphy è stata apposta una targa di bronzo che elenca i nomi dei membri della spedizione, indicando chi sopravvisse e chi no.
Lo Stato della California spiega l'attenzione dedicata al sito affermando che l'episodio fu «un incidente tragico e isolato della storia americana che si è trasformato in una grande epica popolare.» Dati del 2003 indicano che il parco abbia circa 200 000 visitatori all'anno.

### Analisi sul tasso di mortalità
Anche se la maggior parte degli storici fissa in 87 il numero dei membri della spedizione, Stephen McCurdy nel Western Journal of Medicine include anche Sarah Keyes, Luis e Salvador, portandone il numero a 90. Cinque persone morirono prima che la spedizione arrivasse al lago Truckee: una di tubercolosi (Halloran), tre di morte violenta (Snyder, Wolfinger e Pike) e una abbandonata (Hardkoop). Altri 34 morirono tra il dicembre 1846 e l'aprile 1847: 25 maschi e 9 femmine.
Storici ed esperti hanno studiato il numero e la distribuzione dei morti per capire quali possano essere stati i fattori a favorire la sopravvivenza di alcuni in condizioni di estrema privazione alimentare. Dei 15 membri della spedizione con le racchette da neve morirono 8 maschi su 10 (Stanton, Dolan, Graves, Murphy, Antonio, Fosdick, Luis e Salvador), ma tutte e cinque le femmine sopravvissero.
Le morti al lago Truckee, al torrente Alder e durante la spedizione con le racchette furono probabilmente causate da una combinazione di diffusa malnutrizione, sovraffaticamento ed esposizione al freddo. Molti, come George Donner, furono più esposti alle infezioni a causa della fame, ma i tre fattori più significativi a decidere della sopravvivenza furono l'età, il sesso e le dimensioni del nucleo familiare di cui faceva parte il soggetto. I sopravvissuti avevano in media sette anni e mezzo in meno rispetto a coloro che morirono; i bambini tra i sei e i quattordici anni ebbero un tasso di sopravvivenza più alto sia dei bambini con meno di sei anni, dei quali perì il 62,5%, sia degli adulti con più di 35 anni; non sopravvisse alcun adulto sopra i 49 anni.
Il tasso di mortalità tra i maschi tra i 20 e i 39 anni fu estremamente alto, più del 66%; gli uomini metabolizzano le proteine più in fretta, mentre le donne non hanno bisogno di un apporto calorico così alto: le donne inoltre accumulano più grasso corporeo, che ritarda gli effetti del declino fisico causato dalla denutrizione e dal sovraffaticamento. Gli uomini inoltre, specie a quell'epoca, tendono a svolgere le mansioni più faticose e pericolose e, in quella particolare circostanza, prima di arrivare al lago Truckee avevano dovuto ripulire il percorso e sostenere lavori molto pesanti, debilitandosi fisicamente. Quelli che viaggiavano con altri membri della propria famiglia ebbero un tasso di sopravvivenza superiore rispetto agli uomini soli, probabilmente perché i membri di una famiglia tendevano più facilmente a dividere il cibo l'uno con l'altro.

## Nella cultura di massa
- In una intervista del 1947 Charlie Chaplin disse di essersi ispirato alle vicende della spedizione per la famosa scena della sua commedia La febbre dell'oro, in cui un cercatore d'oro mette a cuocere in una pentola una scarpa di cuoio e in preda alle allucinazioni vede il proprio compagno trasformarsi in un gigantesco pollo ruspante[153].
- La spedizione è citata nel film Shining di Stanley Kubrick. Jack Torrance, Wendy e Danny ne discutono durante il loro viaggio in macchina verso l'Overlook Hotel.
- La spedizione viene citata nel quindicesimo episodio della quinta stagione della serie TV Big Bang Theory. Sheldon la cita a Leonard durante un blackout.
- La spedizione è la principale fonte di ispirazione nel romanzo "La spedizione Donner" di Douglas Preston, e Lincoln Child.